# Cộng hòa Liên bang Xã hội chủ nghĩa Nam Tư
Cộng hòa Liên bang Xã hội chủ nghĩa Nam Tư, gọi tắt là CHLBXHCN Nam Tư là nhà nước Nam Tư được thành lập sau Chiến tranh thế giới lần thứ hai và tồn tại cho đến khi bị giải thể vào năm 1992 trong bối cảnh xảy ra chiến tranh Nam Tư. Đây là một cựu nhà nước xã hội chủ nghĩa và là một liên bang bao gồm sáu nước cộng hòa xã hội chủ nghĩa: Bosnia và Herzegovina,  Croatia, Macedonia, Montenegro, Serbia, và Slovenia. Ngoài ra, bản thân Serbia có hai tỉnh tự trị là Vojvodina cùng Kosovo và Metohija.
Ban đầu, CHLBXHCN Nam Tư dưới sự lãnh đạo của Josip Broz Tito đã đứng về phía khối phía đông vào lúc bắt đầu Chiến tranh Lạnh, tuy nhiên sau chia rẽ Tito-Stalin năm 1948 thì liên bang này đã theo đuổi một chính sách trung lập, và trở thành một trong những thành viên sáng lập của Phong trào không liên kết. Sau cái chết của Tito năm 1980, tư tưởng dân tộc chủ nghĩa đã nổi lên vào cuối thập niên 1980 và dẫn đến sự chia rẽ giữa các dân tộc trong các nước cộng hòa thành viên, tiếp theo, các cuộc đàm phán giữa các nước cộng hòa sụp đổ và đến năm 1991, một số quốc gia châu Âu đã công nhận độc lập của một vài nước cộng hòa. Điều này đã khiến cho CHLBXHCN Nam Tư sụp đổ và khởi đầu Chiến tranh Nam Tư.

## Lịch sử

### Thế chiến II
Ngày 6 tháng 4 năm 1941, Nam Tư bị khối Trục xâm lược, dẫn đầu là Đức Quốc xã; ngày 17 tháng 4 năm 1941, quốc gia này đã hoàn toàn bị chiếm đóng. Người Nam Tư ngay sau đó đã tiến hành kháng chiến dưới ngọn cờ của hai tổ chức, Quân đội Nam Tư tại Tổ quốc theo tư tưởng bảo hoàng và Quân đội Giải phóng Nhân dân và các Biệt đội du kích Nam Tư. Chỉ huy tối cao của quân du kích là Josip Broz Tito, và dưới quyền chỉ huy của ông, phong trào đã sớm bắt đầu lập ra các "lãnh thổ được giải phóng", thu hút sự chú ý từ lực lượng chiếm đóng.
Không giống như các lực lượng dân quân dân tộc chủ nghĩa khác tại Nam Tư, lực lượng du kích là một phong trào theo tư tưởng liên Nam Tư, thúc đẩy "tình huynh đệ và thống nhất" giữa các dân tộc Nam Tư, và đại diện cho các yếu tố cộng hòa, cánh tả, và nhân tố xã hội chủ nghĩa trong nền chính trị Nam Tư. Liên minh gồm các chính đảng, phe nhóm, và cá nhân nổi bật, đứng đằng sau phong trào là Mặt trận Giải phóng Nhân dân (Jedinstveni narodnooslobodilački front, JNOF), do Đảng Cộng sản Nam Tư (KPJ) lãnh đạo.
Mặt trận hình thành một thực thể chính trị đại diện, Hội đồng chống phát xít của Giải phóng Nhân dân Nam Tư (AVNOJ, Antifašističko Vijeće Narodnog Oslobođenja Jugoslavije). AVNOJ tổ chức hội nghị ban đầu ở vùng giải phóng Bihać vào ngày 26 tháng 11 năm 1942, và đã tuyên bố mình là Hội đồng Thảo luận của Nam Tư (tức quốc hội).
Năm 1943, Du kích Nam Tư bắt đầu bị người Đức xem là một mối đe dọa lớn. Trong hai chiến dịch chính Fall Weiss (tháng 1 đến tháng 4 năm 1943) và Fall Schwartz (15 tháng 5 đến 16 tháng 6 năm 1943), khối Trục đã cố gắng để dập tắt cuộc kháng chiến của Nam Tư. Trong các trận chiến, được gọi tương ứng là trận Neretva và trận Sutjeska, 20.000 lính du kích đã phải chiến đấu với một lực lượng gồm 150.000 quân của khối Trục. Trong cả hai sự kiện, mặc dù bị thương vong nặng nề, chỉ huy quân du kích Josip Broz Tito đã rút lui đến nơi an toàn.
Sau khi lực lượng chính của khối Trục rút lui, quân du kích nổi lên và thậm chí còn mạnh hơn trước đó và họ chiếm được một phần lãnh thổ đáng kể của Nam Tư. Các sự kiện này đã nâng cao rất lớn vị thế của quân du kích, và họ có được danh tiếng đối với người dân Nam Tư – khiến số người gia nhập tăng lên. Ngày 8 tháng 9 năm 1943, phát xít Ý đã đầu hàng lực lượng Đồng Minh, để khu vực chiếm đóng của họ tại Nam Tư cho quân du kích. Tito đã tận dụng các sự kiện này để giải phóng vùng bờ biển Dalmatia và các thành phố tại đó. Do vậy, quân du kích đã thu được các vũ khí, vật tư của Ý cùng các tình nguyện viên đến từ các thành phố trước đây bị sáp nhập vào Ý, và các tân binh Ý thông qua trao đổi với Đồng Minh.
Sau chuỗi sự kiện rất thuận lợi đó, AVNOJ đã quyết định tụ họp lần thứ hai – lần này là ở vùng giải phóng Jajce. Kỳ họp thứ hai của AVNOJ kéo dài từ ngày 21 đến ngày 29 tháng 11 năm 1943 (ngay trước và trong Hội nghị Tehran), và đi đến một số kết luận quan trọng. Quan trọng nhất trong số này là việc thành lập Liên bang Dân chủ Nam Tư, nhà nước này là một liên bang gồm sáu nước cộng hòa Nam Slav bình đẳng (trái ngược với tình trạng người Serb chiếm ưu thế tại Nam Tư thời tiền chiến). Hội nghị đã quyết định lấy một cái tên trung lập và cố ý để lại câu hỏi mở về nền quân chủ và cộng hòa, quyết định rằng Petar II sẽ chỉ được cho phép trở về từ nơi đang lưu vong (Luân Đôn) nếu có một kết quả thuận lợi cho ông ta trong cuộc trưng cầu dân ý liên Nam Tư về câu hỏi mở.
Trong các vấn đề khác, AVNOJ đã quyết định thành lập một cơ quan quản trị lâm thời, Ủy ban Quốc gia về Giải phóng Nam Tư (NKOJ, Nacionalni komitet oslobođenja Jugoslavije), bổ nhiệm Josip Broz Tito làm Thủ tướng. Sau khi có được thành công trong cuộc họp năm 1943, Tito cũng được thăng hàm Nguyên soái Nam Tư. Các tin tức thuận lợi cũng đến từ Hội nghị Tehran, lực lượng Đồng Minh kết luận rằng du kích Nam Tư sẽ được công nhận là phong trào kháng chiến Nam Tư của Đồng Minh và được cung cấp vật tư và hỗ trợ chiến đấu chống lại sự chiếm đóng của khối Trục.
Khi tình thế quay sang bất lợi cho phe Trục vào năm 1944, quân du kích Nam Tư tiếp tục chiếm giữ được những phần quan trọng của lãnh thổ Nam Tư. Với việc quân Đồng Minh đóng ở Ý, các hòn đảo của Nam Tư trên biển Adriatic trở thành một nơi lý tưởng để tiến hành kháng chiến. Ngày 17 tháng 6 năm 1944, căn cứ của quân Du kích trên đảo Vis đã diễn ra cuộc họp giữa Josip Broz Tito, Thủ tướng của NKOJ (đại diện cho AVNOJ), và Ivan Šubašić, Thủ tướng của chính phủ Nam Tư bảo hoàng lưu vong tại Luân Đôn. Các kết luận, được gọi là Hiệp ước Tito-Šubašić, đã trao sự công nhận của nhà vua cho AVNOJ và Liên bang Dân chủ Nam Tư (DFY) và quy định việc thành lập một chính phủ liên minh Nam Tư do Tito đứng đầu và Šubašić là ngoại trưởng, AVNOJ được công nhận là quốc hội Nam Tư lâm thời. Chính phủ lưu vong tại Luân Đôn của vua Petar II, một phần do áp lực từ Anh Quốc, đã công nhận thỏa thuận.
Cơ quan lập pháp của Liên bang Dân chủ Nam Tư, sau tháng 11 năm 1944, là Hội nghị Lâm thời. Hiệp ước Tito-Šubašić năm 1944 đã tuyên bố rằng nhà nước liên bang này là một nền dân chủ đa nguyên và bảo đảm các quyền dân chủ tự do, tự do cá nhân, tự do ngôn luận, tự do lập hội, tự do tôn giáo và tự do báo chí. Tuy nhiên đến tháng 1 năm 1945, Tito đã thay đổi trọng tâm trong chính phủ của ông từ chỗ nhấn mạnh về dân chủ đa nguyên, sang tuyên bố rằng mặc dù ông chấp thuận dân chủ, song không có "nhu cầu" về đa đảng, ông cho rằng đa đảng gây chia rẽ không cần thiết cho các nỗ lực chiến đấu của Nam Tư và rằng Mặt trận Nhân dân đại diện cho tất cả người dân Nam Tư. Liên minh Mặt trận Nhân dân, đứng đầu là Đảng Cộng sản Nam Tư và tổng thư ký là Nguyên soái Josip Broz Tito, là một phong trào lớn trong chính phủ. Các phong trào chính trị khác tham gia vào chính phủ còn bao gồm phong trào "Napred" do Milivoje Marković đại diện.
Beograd, thủ đô của Nam Tư, đã được giải phóng cùng với sự giúp đỡ của Hồng quân Liên Xô vào tháng 10 năm 1944, và việc thành lập một chính phủ mới của Nam Tư đã bị trì hoãn cho đến ngày 2 tháng 11 năm 1944, khi ký kết Hiệp định Beograd và thành lập chính phủ lâm thời. Các hiệp định cũng quy định rằng các cuộc bầu cử sau chiến tranh sẽ xác định hệ thống nhà nước trong tương lai trên mặt chính quyền và kinh tế.
Năm 1945, quân du kích Nam Tư đã truy quét lực lượng khối Trục và giải phóng các phần lãnh thổ bị chiếm đóng còn lại. Ngày 20 tháng 3 năm 1945, quân du kích đã phát động cuộc Tổng công kích nhằm đánh đuổi hoàn toàn người Đức và các lực lượng phối hợp còn lại của họ. Vào cuối tháng 4 năm 1945, các khu vực còn lại ở miền Bắc Nam Tư đã được giải phóng, quân Nam Tư cũng giải phóng một số bộ phận ở miền Nam lãnh thổ Đức (nay là Áo), và lãnh thổ Ý xung quanh Trieste.
Sau đó, Nam Tư lại một lần nữa có được tình trạng toàn vẹn, và được quân du kích mường tượng sẽ là "Liên bang Dân chủ", bao gồm sáu nước cộng hòa liên bang: Cộng hòa Liên bang Bosna và Hercegovina, Cộng hòa Liên bang Croatia, Cộng hòa Liên bang Macedonia, Cộng hòa Liên bang Montenegro, Cộng hòa Liên bang Serbia, và Cộng hòa Liên bang Slovenia. Tuy nhiên, bản chất của chính phủ này vẫn chưa rõ ràng, và Tito đã rất miễn cưỡng để đưa Quốc vương Petar II đang lưu vong vào thành phần chính quyền Nam Tư sau chiến tranh theo yêu cầu của Winston Churchill. Tháng 2 năm 1945, Tito thừa nhận sự tồn tại của một hội đồng nhiếp chính đại diện cho Nhà vua: tuy nhiên hành động đầu tiên và duy nhất của hội đồng là ra tuyên bố vào ngày 7 tháng 3 về việc hình thành chính phủ mới do Tito làm thủ tướng. Bản chất của nhà nước vẫn chưa rõ ràng kể cả sau khi chiến tranh kết thúc, và ngày 26 tháng 6 năm 1945, quốc gia này đã ký vào Hiến chương Liên Hợp Quốc chỉ với tên Nam Tư, không nhắc đến một vương quốc hay nước cộng hòa.

### Thời kỳ hậu chiến
Cuộc bầu cử đầu tiên tại Nam Tư sau chiến tranh được tổ chức vào ngày 11 tháng 11 năm 1945. Thời gian này, liên minh các bên ủng hộ quân du kích, Mặt trận Giải phóng Nhân dân đã đổi tên thành Mặt trận Nhân dân. Mặt trận Nhân dân chủ yếu do Đảng Cộng sản Nam Tư lãnh đạo, đại diện là Josip Broz Tito. Danh tiếng của cả hai có được phần lớn là nhờ các hành động của họ trong thời chiến, và họ nhận được sự ủng hộ của người dân. Tuy nhiên, các chính đảng từ thời tiền chiến cũng được tái lập.

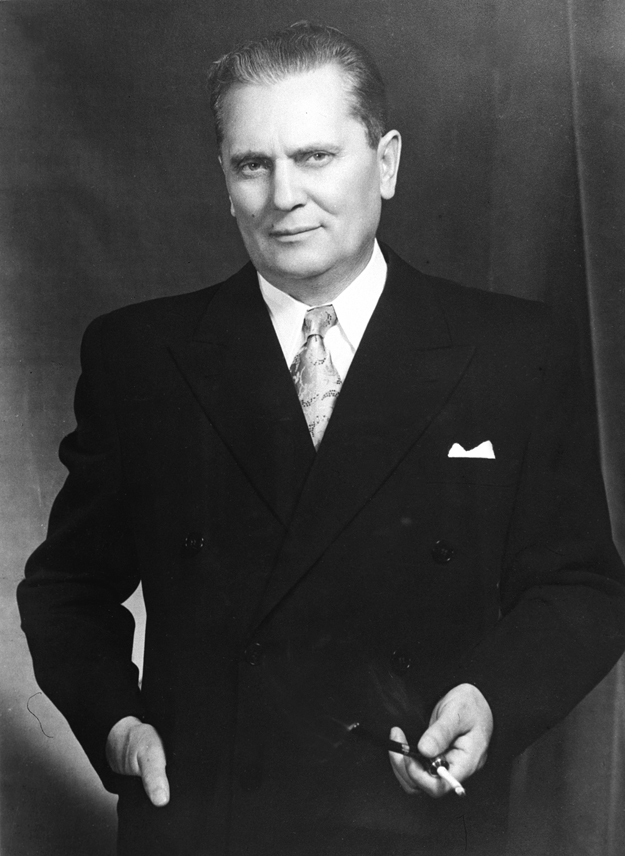
Josip Broz Tito, người lãnh đạo Nam Tư từ năm 1944 đến 1980

Tuy nhiên, mặc dù bản thân cuộc bầu cử được cho là sẽ tiến hành một cách công bằng theo hình thức bỏ phiếu kín, chiến dịch tranh cử trước đó được đánh giá có nhiều dấu hiệu bất thường. Các tờ báo đối lập đã bị cấm nhiều hơn một lần, và tại Serbia các lãnh đạo đối lập như Milan Grol nhận được những lời hăm dọa thông qua báo chí. Phe đối lập đã rút lui khỏi cuộc bầu cử để phản đối không khí thù địch và tình thế này khiến ba đại diện bảo hoàng, Grol-Subasic-Juraj Sutej, rút ra khỏi chính phủ lâm thời. Kết quả bầu cử được công bố vào ngày 11 tháng 11 năm 1945, với trung bình 85% số cử tri đi bầu ủng hộ cho Mặt trận Nhân dân. Cuộc bầu cử này đánh dấu sự khởi đầu của chế độ Cộng sản công khai tại Nam Tư.
Ngày 29 tháng 11 năm 1945, tại lễ kỉ niệm năm thứ hai của Kỳ họp AVNOJ thứ hai, Quốc hội lập hiến của Nam Tư đã chính thức bãi bỏ chế độ quân chủ và tuyên bố nhà nước là một cộng hòa. Tên gọi chính thức trở thành Cộng hòa Nhân dân Liên Bang Nam Tư, và sáu "nhà nước liên bang" trở thành "các cộng hòa nhân dân" Nam Tư trở thành một nhà nước độc đảng và trong những năm đầu tiên nó được xem là tuân theo mô hình cộng sản chính thống.
Chính phủ Nam Tư là đồng minh với Liên Xô và trong thời gian đầu của Chiến tranh Lạnh, họ đã bắn rơi hai máy bay của Hoa Kỳ bay trên không phận Nam Tư vào ngày 9 và ngày 19 tháng 8 năm 1946. Đây là những vụ bắn rơi máy bay phương Tây đầu tiên trong Chiến tranh Lạnh và khiến Hoa Kỳ càng ngờ vực sâu hơn Tito và thậm chí còn kêu gọi can thiệp quân sự chống lại Nam Tư. Nước Nam Tư mới cũng phát triển kinh tế theo mô hình Stalin-Xô viết trong thời kỳ này, và nó đã đạt được thành công đáng kể trên một số khía cạnh. Đặc biệt là các công trình công cộng đã được chính phủ xây dựng lại và thậm chí còn cải thiện cơ sở hạ tầng của Nam Tư (đặc biệt là hệ thống đường bộ). Căng thẳng với phương Tây lên cao khi Nam Tư gia nhập Cominform, và trong giai đoạn đầu của Chiến tranh Lạnh, Nam Tư đã theo đuổi một chính sách đối ngoại hung hăng. Do quân du kích Nam Tư đã giải phóng Venezia Giulia và Kärnten, và cùng với các tuyên bố chủ quyền trong lịch sử, chính phủ Nam Tư bắt đầu vận động ngoại giao để hợp nhất chúng vào Nam Tư. Cả hai yêu cầu này đều bị phương Tây phản đối. Điểm tranh cãi lớn nhất là thành phố cảng Trieste. Du kích Nam Tư là lực lượng chủ yếu đã giải phóng thành phố này và các vùng nội địa xung quanh vào năm 1945, song trước sức ép từ lực lượng Đồng Minh phương Tây, họ đã buộc phải rút lui về cái gọi là "đường Morgan". Lãnh thổ Tự do Trieste được thành lập, và bị tách thành khu vực A và khu vực B, được quản lý tương ứng bởi Đồng Minh phương Tây và Nam Tư. Ban đầu, Nam Tư nhận được sự hậu thuẫn của Stalin, song từ năm 1947 trở về sau nhà lãnh đạo Xô viết dần lạnh nhạt với tham vọng của Nam Tư. Cuộc khủng hoảng được giải quyết khi Tito–Stalin bắt đầu chia rẽ, khu vực A được trao cho Ý, còn khu vực B trao cho Nam Tư.
Trong khi đó, nội chiến đã nổ ra ở Hy Lạp – nước láng giềng phía nam của Nam Tư, chính phủ Nam Tư đã quyết định mang về một chiến thắng cho cộng sản. Nam Tư đã trợ giúp đắc lực về vũ khí đạn dược, vật tư, chuyên gia quân sự, và thậm chí còn cho phép quân du kích Hy Lạp sử dụng lãnh thổ Nam Tư để trú ẩn. Mặc dù Liên Xô, Bulgaria, và Albania cũng cung cấp hỗ trợ quân sự, song hỗ trợ của Nam Tư là vượt trội. Tuy nhiên, cuộc phiêu lưu này của Nam Tư cũng kết thúc với sự chia rẽ Tito–Stalin, do quân cộng sản Hy Lạp mong đợi việc Tito bị lật đổ nên đã từ chối bất kỳ sự trợ giúp nào từ chính phủ Nam Tư. Tuy nhiên, do không có chúng, quân cộng sản Hy Lạp đã gặp phải rất nhiều khó khăn và bị đánh bại vào năm 1949.
Nước láng giềng cộng sản duy nhất của Cộng hòa Nhân dân Albania là Nam Tư, và ngay sau chiến tranh nước này đã trở thành một quốc gia vệ tinh của Nam Tư. Nước láng giềng Bulgaria cũng chịu ảnh hưởng tăng dần của Nam Tư. Điểm chính của cuộc tranh giành ảnh hưởng này là Nam Tư muốn sáp nhập hai nước trên thành hai nước cộng hòa liên bang. Albania không có lập trường chống lại, song Bulgaria có quan điểm là muốn Bulgaria và Nam Tư thống nhất một cách bình đẳng trong liên bang mới. Khi các cuộc đàm phán bắt đầu, các đại diện của Nam Tư là Edvard Kardelj và Milovan Đilas được triệu đến Moskva cùng với một phái đoàn của Bulgaria, tại đây Stalin và Vyacheslav Molotov đã cố gắng hăm dọa rằng họ sẽ phải chấp thuận sự kiểm soát của Liên Xô trong việc hợp nhất giữa các quốc gia, và nói chung cố gắng buộc họ phải chịu lệ thuộc. Liên Xô đã không thể hiện một quan điểm cụ thể về vấn đề thống nhất Nam Tư-Bulgaria, song muốn đảm bảo hai bên trước tiên phải chấp thuận mọi quyết định của Moskva. Người Bulgaria đã không phản đối, song phái đoàn Nam Tư đã rút khỏi cuộc họp Moskva. Nhận thức được mức độ lệ thuộc của Bulgaria vào Moskva, Nam Tư đã rút khỏi các cuộc đàm phán thống nhất, và hoãn lại kế hoạch hợp nhất Albania để đề phòng việc lâm vào tình thế đối đầu với Liên Xô.

### Thời kỳ Informbiro
Chia rẽ Tito–Stalin, hoặc chia rẽ Nam Tư-Liên Xô đã xảy ra vào mùa xuân và đầu mùa hè năm 1948. Tên gọi của nó gắn liền với Josip Broz Tito, lúc đó đang là Thủ tướng Nam Tư (Chủ tịch Quốc hội Liên bang), và nhà lãnh đạo Liên Xô Joseph Stalin. Tại phương Tây, Tito được xem là một nhà lãnh đạo cộng sản trung kiên, chỉ đứng thứ hai sau Stalin tại khối phía đông. Tuy nhiên, Nam Tư phần lớn đã tự giải phóng được chính mình và sự trợ giúp của Hồng quân chỉ ở mức giới hạn, Nam Tư đi theo một chiều hướng độc lập, và liên tục có căng thẳng với Liên Xô. Nam Tư và chính phủ của nó tự xem mình là đồng minh của Moskva, trong khi Moskva xem Nam Tư là một quốc gia vệ tinh và thường xuyên đối xử với Nam Tư theo hướng này. Trước đó, hai bên đã có căng thẳng trên một số vấn đề, song từ sau cuộc họp Moskva, một cuộc đối đầu mở đã bắt đầu.
Tiếp đến là việc trao đổi thư tín trực tiếp giữa Đảng Cộng sản Liên Xô và Đảng Cộng sản Nam Tư. Đầu tiên, trong lá thư của ĐCS Liên Xô ngày 27 tháng 3 năm 1948, Liên Xô đã cáo buộc Nam Tư bôi nhọ nhà nước Xô viết thông qua các tuyên bố như "chủ nghĩa xã hội tại Liên Xô đã không còn là cách mạng". Liên Xô cũng tuyên bố rằng Đảng Cộng sản Nam Tư không "đủ dân chủ", và rằng nó không hành động như một đội quân tiên phong đưa đất nước tiến lên chủ nghĩa xã hội. Liên Xô nói rằng họ [ĐCS Nam Tư] "không thể được xem như là một tổ chức đảng Cộng sản Marx-Lenin, Bolshevik". Bức thư cũng viết tên của một số quan chức cấp cao được Liên Xô xem là "Marxist mơ hồ" (Milovan Đilas, Aleksandar Ranković, Boris Kidrič, và Svetozar Vukmanović-Tempo) và yêu cầu Tito thanh trừng họ. Các quan chức cộng sản như Andrija Hebrang và Sreten Žujović ủng hộ quan điểm của Liên Xô. Tuy nhiên, khi Tito nhìn thấy bức thư, ông đã từ chối làm tổn hại đảng của mình, và sớm tự mình trả lời thư. Bức thư hồi đáp của Đảng Cộng sản Nam Tư vào ngày 13 tháng 4 năm 1948 đã phủ nhận mạnh mẽ các cáo buộc của Liên Xô, bảo vệ bản chất cách mạng của đảng.
Trong một bức thư trả lời dài 31 trang vào ngày 4 tháng 5 năm 1948, Liên Xô đã nhắc nhở Đảng Cộng sản Nam Tư về các khuyết điểm phạm phải và cần phải sửa chữa sai lầm của mình, và buộc tội ĐCS Nam Tư đã quá kiêu ngạo về thành công chống lại người Đức, duy trì quan điểm rằng Hồng quân "đã cứu họ khỏi bị hủy diệt" (một tuyên bố không hợp lý, do các du kích của Tito đã thành công trong các chiến dịch chống lại phe Trục bốn năm trước khi Hồng quân xuất hiện tại đó). Lần này, Xô viết nêu tên Josip Broz Tito và Edvard Kardelj là những kẻ "dị đoan" chính, trong khi bảo vệ Hebrang và Žujović. Đảng Cộng sản Nam Tư đáp trả bằng cách trục xuất Hebrang và Žujović ra khỏi đảng, và trả lời Liên Xô trong lá thư ngày 17 tháng 5 năm 1948 với những lời chỉ trích mạnh mẽ các nỗ lực của Liên Xô nhằm làm suy giảm ý nghĩa của phong trào kháng chiến Nam Tư.
Ngày 19 tháng 5 năm 1948, một bức thư của Mikhail A. Suslov đã thông báo với Josip Broz Tito rằng Cục Thông tin Cộng sản, hay Cominform (Informbiro trong tiếng Serbia-Croatia), sẽ tổ chức một phiên họp vào ngày 28 tháng 6 năm 1948 tại Bucharest để giành gần như hoàn toàn cho "vấn đề Nam Tư". Cominform là một hiệp hội của các đảng cộng sản, là công cụ chính của Liên Xô để kiểm soát sự phát triển chính trị trong khối phía đông. Ngày tổ chức họp, 28 tháng 6, đã được Liên Xô lựa chọn cẩn thận vì đây là ngày kỉ niệm ba sự kiện gồm trận Kosovo (1389), the ám sát thái tử Ferdinand tại Sarajevo (1914), và việc thông qua Hiến pháp Vidovdan (1921).
Mặc dù được mời đích danh, Tito đã từ chối tham dự buổi họp vì một lý do không rõ ràng là bị ốm. Khi một lời mời chính thức đến vào ngày 19 tháng 6 năm 1948, Tito lại từ chối. Vào ngày đầu tiên của cuộc họp, 28 tháng 6, Cominform đã thông qua dự thảo về một nghị quyết, được gọi tại Nam Tư là "Nghị quyết của Informbiro" (Rezolucija Informbiroa). Trong đó, các thành viên Cominform khác quyết định khai trừ Nam Tư, với lý do "các yếu tố dân tộc chủ nghĩa" đã "chế ngự hướng đi trong năm hoặc sáu tháng qua để tiến đến một vị trí thống trị trong hàng ngũ lãnh đạo" của Đảng Cộng sản Nam Tư. Nghị quyết cảnh báo Nam Tư rằng nó đang đi ngược trên con đường quay trở lại chủ nghĩa tư bản vì tính dân tộc chủ nghĩa, các ý định độc lập của mình và cáo buộc chính đảng này theo "chủ nghĩa Trotsky". Tiếp theo đó là sự kiện cắt đứt quan hệ giữa Nam Tư và Liên Xô, bắt đầu thời kỳ xung đột Liên Xô-Nam Tư từ năm 1948 đến 1955, được gọi là thời kỳ Informbiro.
Sau khi cắt đứt quan hệ với Liên Xô, Nam Tư tự nhận thấy mình bị cô lập về kinh tế và chính trị và nền kinh tế quả thực đã bị ảnh hưởng. Lúc đó, những người Nam Tư theo chủ nghĩa Stalin bắt đầu kích động tình trạng bất ổn trong dân chúng và quân đội. Một số cuộc nổi loạn và binh biến đã xảy ra, cùng với các hành động phá hoại. Tuy nhiên, an ninh Nam Tư do Aleksandar Ranković lãnh đạo mang tên UDBA đã nhanh chóng đàn áp hiệu quả các hoạt động nổi dậy. Nam Tư cũng đối mặt với nguy cơ bị xâm lược khi các đơn vị quân đội Liên Xô diễu hành dọc biên giới Nam Tư-Cộng hòa Nhân dân Hungaria, trong khi Quân đội Nhân dân Hungaria nhanh chóng tăng cường quy mô từ 2 lên 15 sư đoàn. UDBA bắt đầu bắt giữ những người bị cáo buộc là theo chủ nghĩa Stalin hoặc thậm chí là thân Liên Xô.
Tuy nhiên, ngay từ lúc bắt đầu khủng hoảng, Tito đã bắt đầu đưa ra các lời đề nghị với Hoa Kỳ và phương Tây. Do đó, các kế hoạch của Stalin đã bị cản trở khi Nam Tư bắt đầu thay đổi các liên kết của mình. Hoan nghênh rạn nứt Nam Tư-Liên Xô, phương Tây đã bắt đầu viện trợ kinh tế tới tấp cho Nam Tư vào năm 1949, góp phần ngăn ngừa nạn đói năm 1950, và bù đắp phần lớn thâm hụt thương mại của Nam Tư trong thập niên sau đó. Hoa Kỳ bắt đầu vận chuyển vũ khí đến Nam Tư vào năm 1951. Tuy nhiên, Tito cũng cảnh giác để không quá phụ thuộc vào phương Tây, các thảo thuận an ninh quân sự kết thúc vào năm 1953 và Nam Tư từ chối gia nhập NATO và bắt đầu phát triển ngành công nghiệp quân sự của chính mình. Phản ứng của Hoa Kỳ trong chiến tranh Triều Tiên đã khiến Stalin bắt đầu từ bỏ kế hoạch chiến tranh với Nam Tư.

### Cải cách
Trong thập niên 1950, Nam Tư bắt đầu một số cải cách cơ bản, mang lại sự thay đổi trong ba phương diện chính: nhanh chóng tự do hóa và phân tán quyền lực của hệ thống chính trị quốc gia, thành lập một hệ thống kinh tế mới, độc nhất, và một chính sách ngoại giao không liên kết. Nam Tư đã từ chối tham gia Khối Warszawa và thay vào đó là một lập trường trung lập trong Chiến tranh Lạnh và trở thành một thành viên sáng lập của Phong trào không liên kết cùng với các nước như Ấn Độ, Ai Cập và Indonesia, và một trong những tác động của nó là Nam Tư thúc đẩy một chính sách không đối đầu với Mỹ.
Sau khi ly khai khỏi tầm ảnh hưởng của Liên Xô, Nam Tư đã tự mình lập ra một biến thể của chủ nghĩa xã hội, đôi khi được gọi chính thức là "chủ nghĩa Tito". Hoạt động kinh doanh thị trường tự do được cho phép diễn ra bên trong đất nước, nhà nước xây dựng một hệ thống chủ nghĩa xã hội thị trường. Các cải cách kinh tế bắt đầu vào ngày 26 tháng 6 năm 1950 khi đưa vào thể chế người lao động tự quản lý. Kiểm soát kinh tế đã được giao cho các nước cộng hòa hợp thành, các cơ quan chính phủ ở Beograd trở thành các hội đồng phối hợp hợp tác. Với hệ thống mới, các hội đồng công nhận kiểm soát việc sản xuất và phần lớn lợi nhuận, nó sẽ được phân phối trở lại cho bản thân các công nhân (thay vì nhà nước hoặc chủ sở hữu/cổ đông). Các chương trình phát triển công nghiệp và cơ sở hạ tầng cũng được thực hiện, và đất nước cuối cùng đã phát triển một lĩnh vực công nghiệp vững mạnh.
Điều này cùng với các cải cách kinh tế quan trọng khác trong thời gian đó, cộng thêm viện trợ của phương Tây, đã làm hồi sinh Nam Tư và khiến kinh tế Nam Tư bùng nổ. Số việc làm tăng gấp đối từ 1950 đến 1964, và tỷ lệ thất nghiệm giảm xuống còn 6% vào năm 1961. Mặc dù có thêm rất nhiều lao động công nghiệp mới, lương của họ vẫn tăng 6,2% mỗi năm, trong khi sản xuất công nghiệp tăng 12,7% mỗi năm. Xuất khẩu các sản phẩm công nghiệp, dẫn đầu là cơ giới kiến thiết, các loại máy chuyên chở (đặc biệt là ngành công nghiệp đóng tàu), cùng công nghệ và thiết bị quốc phòng, tăng đáng kể với mức tăng hàng năm là 11%. Tăng trưởng tổng sản phẩm nội địa (GDP) cho đến đầu thập niên 1980 đạt trung bình 6,1%. Tỉ lệ biết chữ tăng lên đáng kể và đạt 91%, chăm sóc y tế là miễn phí ở tất cả các cấp, và tuổi thọ trung bình là 72.
Cải cách kinh tế có quan hệ chặt chẽ với tự do hóa chính trị. Bộ máy quan liêu đồ sộ của nhà nước và đảng đã nhanh chóng bị tinh giản trong một quá trình được mô tả là "đẽo nhà nước" của Boris Kidrič, Chủ tịch Hội đồng Kinh tế Nam Tư (bộ trưởng kinh tế). Đại hội thứ sáu của Đảng Cộng sản Nam Tư, được tổ chức vào ngày 2 tháng 11 năm 1952 tại Zagreb, được tiến hành theo tinh thần của chủ nghĩa tự do xã hội, và hướng đi mới đã dẫn đến sự ra đời của "Luật cơ bản" năm 1953, trong đó nhất mạnh quyền tự do của "các đoàn thể tự do và người dân lao động" và "tự do cá nhân và quyền con người". Đảng Cộng sản Nam Tư, vốn bao gồm 6 đảng cộng sản tại các nước cộng hòa thành viên, lúc này đã đổi tên thành Liên minh những người cộng sản Nam Tư, bao gồm sáu liên minh những người cộng sản thành viên tại các nước cộng hòa liên bang. Phe bất đồng chính kiến trong đảng do Milovan Đilas lãnh đạo, ủng hộ thủ tiêu gần như toàn bộ bộ máy nhà nước, thời điểm này đã bị Tito can thiệp để đàn áp.
Vào đầu thập niên 1960, các vấn đề như xây dựng nhà máy mang tính "chính trị" song không hợp lý về mặt kinh tế và lạm phát đã khiến một nhóm trong giới lãnh đạo cộng sản chủ trương thực hiện tản quyền lớn hơn. Những người tự do này bị một nhóm tập trung quanh Aleksandar Ranković phản đối. Năm 1966, những người tự do (quan trọng nhất là Edvard Kardelj, Vladimir Bakarić của Croatia và Petar Stambolić của Serbia) đã giành được sự ủng hộ của Tito. Tại một hội nghị của đảng ở Brijuni, Ranković đã phải đối mặt với một hồ sơ được chuẩn bị đầy đủ với những lời buộc tội và tố cáo từ Tito rằng ông đã hình thành một bè nhóm với ý định đoạt lấy quyền lực. Ranković bị buộc phải từ chức và một số người ủng hộ ông đã bị trục xuất khỏi đảng.
Phát triển kinh tế và tự do hóa đã không bị cản trở trong suốt các thập niên 1950 và 1960, chúng tiếp tục phát triển với tốc độ nhanh chóng. Việc đưa vào các cải cách hơn nữa đã mở đầu cho một biến thể của chủ nghĩa xã hội thị trường, kéo theo chính sách biên giới mở. Với đầu tư lớn của liên bang, du lịch tại Cộng hòa Xã hội chủ nghĩa Croatia đã được phục hồi, mở rộng, và chuyển thành một nguồn thu nhập chính. Với các biện pháp thành công này, kinh tế Nam Tư đã đạt được tính tự túc tương đối và có giao dịch rộng rãi với cả phương Tây và phương Đông. Vào đầu thập niên 1960, các nhà quan sát nước ngoài lưu ý rằng đất nước này "đang bùng nổ", và rằng công dân Nam Tư được hưởng quyền tự do lớn hơn nhiều so với người dân Liên Xô và các nước thuộc khối phía đông.

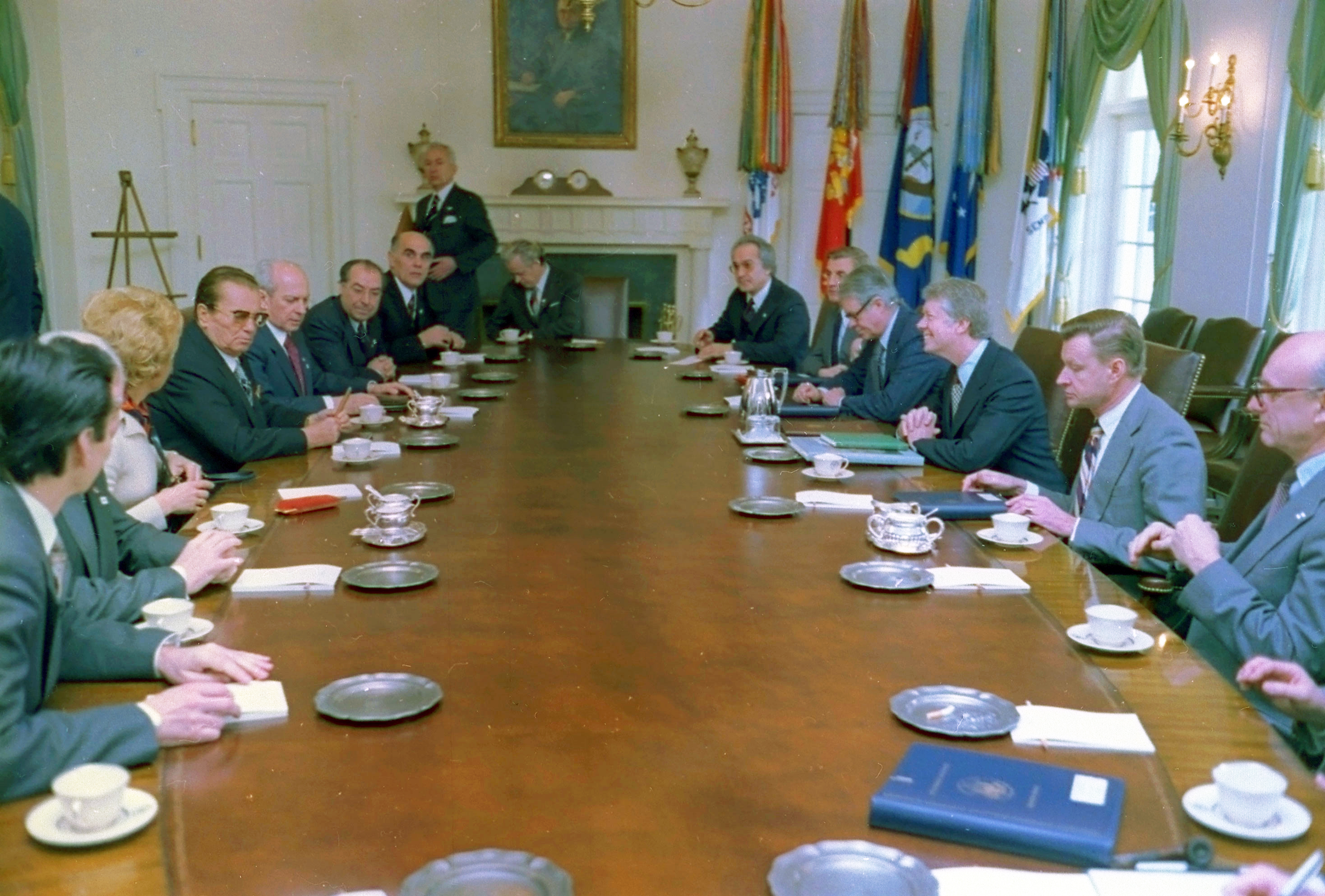
Hội nghị thượng đỉnh Hoa Kỳ-Nam Tư, 1978

Năm 1971, ban lãnh đạo của Liên minh những người cộng sản Nam Tư, đặc biệt là Miko Tripalo và Savka Dabčević-Kučar, đã liên minh với các nhóm không đảng phái dân tộc chủ nghĩa, bắt đâù một phong trào nhằm tăng quyền hạn của các nước cộng hòa liên bang thành viên. Phòng trào này được gọi là Phòng trào Quần chúng (MASPOK) và đã lãnh đạo Mùa xuân Croatia. Nước cộng hòa quê hương của Tito là Croatia, ông đã đáp lại bằng một cách tiếp cận kép. Nhà cầm quyền Nam Tư đã bắt giữ một số lượng lớn những người biểu tình Croatia, buộc tội họ khơi gợi nên chủ nghĩa dân tộc, trong khi đó Tito bắt đầu một chương trình nghị sự để đề xướng một số cải cách nhằm ngăn chặn một cuộc khủng hoảng tương tự có thể lại xảy ra. Lúc này, những người ủng hộ Ustaše ở bên ngoài Nam Tư đã cố gắng thông qua các hành động khủng bố và du kích để hình thành nên một phong trào ly khai, song họ đã không thành công, thậm chí đôi khi còn ở vào tình trạng thù địch với những đồng bào người Nam Tư Croatia theo Công giáo. Từ năm 1971 trở đi, các nước cộng hòa kiểm soát các kế hoạch kinh tế của họ. Điều này đã dẫn đến một làn sóng đầu tư, đi kèm với số nợ tăng lên và xu hướng nhập siêu ngày càng lớn.
Năm 1974, một hiến pháp liên bang mới đã được phê chuẩn, theo đó sẽ trao nhiều quyền tự chủ hơn cho các nước cộng hòa, do đó hoàn thành cơ bản mục tiêu chính của phong trào Mùa xuân Croatia năm 1971. Vấn đề gây tranh cãi nhất trong hiến pháp liên bang mới là phân chia nội bộ Serbia, với việc quyết định trao vị thế tương tự cho hai tỉnh tự trị của nước cộng hòa này, đó là Kosovo-một khu vực có phần lớn dân cư là người Albania, và Vojvodina- một khu vực có một số lượng lớn các dân tộc thiểu số bên cạnh người Serb chiếm đa số, như người Hungaria. Những cải cách này đã khiến các nước cộng hòa hài lòng, đặc biệt là Croatia cũng như những người Albania tại Kosovo và những người thiểu số ở Vojvodina. Song hiến pháp năm 1974 đã làm khiến các quan chức cộng sản người Serb thêm bực tức, họ không tin tưởng vào động cơ của những người ủng hộ cải cách. Nhiều người Serb xem các cải cách này là sự nhượng bộ đối với những người dân tộc chủ nghĩa Croatia và gốc Albania, trong khi lại không thành lập các tỉnh tự trị tương tự để đại diện cho một số lượng lớn người Serb tại Croatia hay Bosna và Hercegovina và những người dân tộc chủ nghĩa Serbia cảm thấy thất vọng trước sự ủng hộ của Tito trong việc công nhận người Montenegro và người Macedonia là các dân tộc riêng biệt, những người dân tộc chủ nghĩa Serbia tuyên bố rằng không có sự khác biệt về mặt sắc tộc hay văn hóa giữa hai nhóm này với người Serb.

### Thời kỳ hậu Tito
Ngày 4 tháng 5 năm 1980, Tito qua đời và cái chết của ông được công bố trên hệ thống truyền thông nhà nước khắp Nam Tư. Mặc dù biết rằng trong một thời gian bệnh tình của Tito ngày càng nặng, song cái chết của ông vẫn khiến đất nước sửng sốt. Điều này là bởi Tito được nhìn nhận là một anh hùng dân tộc trong Chiến tranh thế giới thứ hai và đã là nhân vật nổi bật cũng như là bản sắc của đất nước trong nhiều năm. Sự ra di của ông đánh dấu một thay đổi đáng kể, và người ta tường thuật rằng đã có nhiều người Nam Tư công khai than khóc việc ông qua đời. Tại sân vận động bóng đá Split, nơi hai đội Serbia và Croatia đang thi đấu với nhau trong một trận đấu, cả hai đã dừng lại để nghe tin về cái chết của Tito và đẫm lệ hát bài hát ca tụng "Đồng chí Tito Chúng tôi thề với Người, từ đường đi của Người chúng tôi sẽ không trệch hướng"

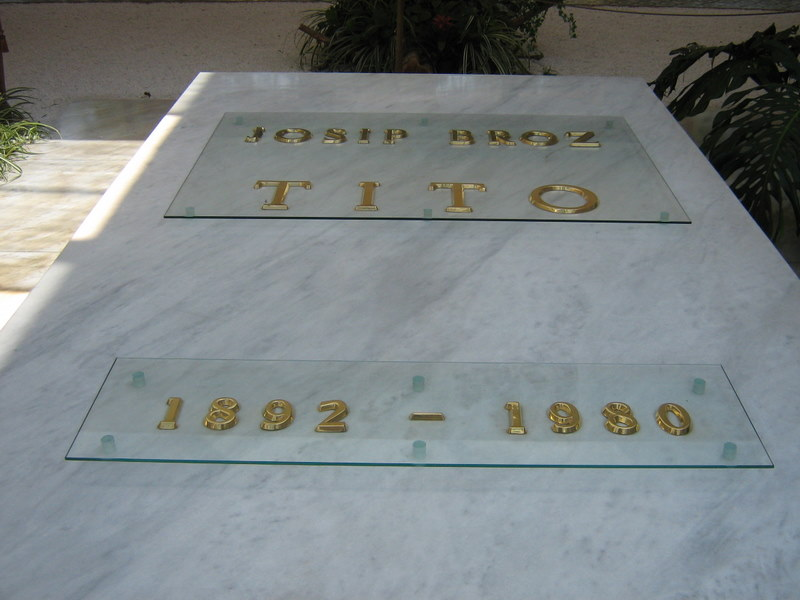
Phần mộ của Chủ tịch Josip Broz Tito.

Vào thời điểm Tito qua đời, chính quyền liên bang do Veselin Đuranović đứng đầu (ông đã giữ chức vụ này từ năm 1977). Ông đã xung đột với các nhà lãnh đạo của các nước cộng hòa khi tranh luận rằng Nam Tư cần thi hành tiết kiệm do nợ nước ngoài ngày càng tăng. Đuranović cho rằng phá giá là cần thiết, tức điều mà Tito đã từ chối ủng hộ vì lý do uy tín quốc gia.
Nam Tư hậu Tito phải đối mặt với khoản nợ tài chính đáng kể trong những năm 1980, song nhờ những mối quan hệ tốt đẹp giữa nước này với Hoa Kỳ nên đã dẫn đến việc thành lập một nhóm các tổ chức do Hoa Kỳ lãnh đạo được gọi là "những người bạn của Nam Tư" giải quyết các khoản nợ lớn cho Nam Tư vào năm 1983 và 1984, song các bài toán kinh tế vẫn sẽ tiếp tục tồn tại cho đến khi giải thể đất nước trong thập niên 1990.
Nam Tư là nước chủ nhà của Thế vận hội Mùa đông 1984 tại Sarajevo. Đối với Nam Tư, thế vận hội đã tiếp tục chứng minh tầm nhìn Tình huynh đệ và thống nhất của Tito khi các dân tộc Nam Tục vẫn tiếp tục thi đấu thống nhất trong một đội tuyển, và Nam Tư trở thành quốc gia cộng sản thứ hai tổ chức thế vận hội (sau Thế vận hội Mùa hè 1980). Tuy nhiên, thế vận hội tổ chức tại Nam Tư đã không bị một số nước phương Tây tẩy chay như Thế vận hội tại Moskva.
Vào cuối thập niên 1980, chính phủ Nam Tư bắt đầu tiến hành một quá trình rời xa chủ nghĩa cộng sản khi cố gắng chuyển đổi thành một nền kinh tế thị trường dưới quyền lãnh đạo của Thủ tướng Ante Marković, người chủ trương áp dụng "liệu pháp sốc" để tư hữu hóa các khu vực của kinh tế Nam Tư. Marković được nhìn nhận là một chính trị gia có khả năng nhất để chuyển đổi đất nước thành một liên bang dân chủ tự do hóa, song sau đó ông đã mất đi tín nhiệm mà chủ yếu là do thất nghiệp gia tăng.

### Tan rã và chiến tranh
Ý thức hệ và đặc biệt là tinh thần dân tộc chủ nghĩa được nhiều người xem là các nguyên nhân chính dẫn đến sự tan rã của Nam Tư. Từ thập niên 1970, chế độ cộng sản Nam Tư đã bị phân tách thành một phe dân tộc chủ nghĩa tự do-tản quyền do Croatia và Slovenia lãnh đạo, phe này ủng hộ một liên bang phi tập trung hóa để trao quyền tự chủ lớn hơn cho hai nước cộng hòa này; còn phe dân tộc chủ nghĩa bảo thủ-tập trung hóa do Serbia lãnh đạo và ủng hộ một liên bang tập trung để đảm bảo lợi ích của Serbia và của người Serb trên khắp Nam Tư – do họ là dân tộc lớn nhất trong toàn quốc. Từ năm 1967 đến 1972 tại Croatia và kéo theo các cuộc biểu tình ở Kosovo từ 1968 đến 1981, các học thuyết và hành động dân tộc chủ nghĩa đã gây ra căng thẳng sắc tộc, khiến đất nước mất ổn định. Sự đàn áp của chế độ cộng sản đối với những người dân tộc chủ nghĩa được cho là đã khiến họ xác định rằng mình phải thay thế chính chủ nghĩa cộng sản và khiến nó [chủ nghĩa dân tộc] trở thành một phong trào bí mật phát triển mạnh mẽ. Vào cuối thập niên 1980, giới cầm quyền tại Beograd đã phải đối mặt với một lực lượng phản đối mạnh mẽ từ các cuộc biểu tình lớn của người Serb tại Kosovo và người Montenegro cũng như yêu cầu cải cách chính trị của giới tri thức Serbia và Slovenia.
Trong kinh tế, từ cuối thập niên 1970, nguồn lực kinh tế giữa các vùng pháp triển và kém phát triển của Nam Tư ngày càng mở rộng khoảng cách và nó khiến tính thống nhất của liên bang xấu đi nghiêm trọng. Các nước cộng hòa phát triển nhất là Croatia và Slovenia đã bác bỏ các nỗ lực nhằm hạn chế quyền tự chủ của họ vốn được quy định trong Hiến pháp 1974. Quan điểm chung tại Slovenia vào năm 1987 là nước cộng hòa của họ sẽ có được cơ hội kinh tế tốt hơn nếu độc lập khỏi Nam Tư. Ngoài ra còn có những nơi không nhận được lợi ích kinh tế; ví dụ, tỉnh tự trị Kosovo là một nơi kém phát triển, và GDP bình quân đã giảm từ mức 47% bình quân của Nam Tư ngay sau chiến tranh xuống 27% vào thập niên 1980. Tuy nhiên, những vấn đề kinh tế đã không được chứng minh là yếu tố mang tính quyết định duy nhất trong sự tan rã của Nam Tư, do Nam Tư trong thời kỳ này là nhà nước cộng sản thịnh vượng nhất ở Đông Âu và quốc gia này trên thực tế đã tan rã về mặt kinh tế trong giai đoạn phục hồi sau khi thực hiện các cải cách kinh tế của chính phủ Ante Marković. Hơn nữa, trong sự tan rã của Nam Tư, các nhà lãnh đạo của Croatia, Serbia, Slovenia đều từ chối một đề nghị không chính thức của Cộng đồng châu Âu với nội dung cung cấp hỗ trợ kinh tế đáng kể cho họ để đổi lấy một thỏa hiệp chính trị. Tuy nhiên, vấn đề bất bình đẳng kinh tế giữa các nước cộng hòa, tỉnh tự trị, và các dân tộc tại Nam Tư đã dẫn đến căng thẳng với những lời tuyên bố bị thiệt thòi và những cáo buộc về việc nhóm dân tộc khác được hưởng quyền ưu đãi.
Các cuộc biểu tình chính trị tại Serbia và Slovenia mà về sau phát triển thành các cuộc xung đột sắc tộc đã bắt đầu từ cuối thập niên 1980, các cuộc biểu tình này chống lại sự bất công và quan liêu của giới lãnh đạo chính trị. Các thành viên trong giới lãnh đạo chính trị đã điều khiển để chuyển hướng các cuộc biểu tình này sang chống lại "những người khác". Những người biểu tình Serbia lo lắng về sự tan rã của đất nước và cáo buộc rằng "những người khác" (người Croatia, người Slovenia, và các tổ chức quốc tế) phải chịu trách nhiệm về điều này. Giới tinh hoa tri thức Slovenia thì biện luận rằng "những người khác" (người Serb) phải chịu trách nhiệm cho mưu đồ bành trướng Đại Serbia, cho việc khai thác kinh tế của Slovenia, và cho việc đàn áp bản sắc dân tộc Slovenia. Các hành động nhằm chuyển hướng các cuộc biểu tình quần chúng này đã cho phép các chế độ tại Serbia và Slovenia tồn tại với cái giá là phá vỡ sự thống nhất của Nam Tư. Các nước cộng hòa khác như Bosnia & Herzegovina và Croatia đã từ chối tuân theo các chiến thuật của Serbia và Slovenia, dẫn đến kết quả là các chế độ cộng sản này bị lực lượng chính trị dân tộc chủ nghĩa đánh bại.
Theo quan điểm chính trị quốc tế, việc chiến tranh Lạnh kết thúc đã góp phần vào sự tan rã của Nam Tư vì đất nước này mất đi tầm quan trọng trong chiến lược chính trị quốc tế với vị thế là một trung gian giữa khối phía đông và phía tây. Như một hệ quả, Nam Tư đã mất đi sự hỗ trợ về mặt kinh tế và chính trị từ phương Tây, và sức ép từ Quỹ Tiền tệ Quốc tế (IMF) ngày càng tăng trong việc cải cách thể chế khiến giới tinh hoa theo chủ nghĩa cải lương ở Nam Tư không thể đối phó với rối loạn xã hội ngày càng tăng lên. Sự sụp đổ của chủ nghĩa cộng sản tại Đông Âu và Liên Xô đã làm suy yếu cơ sở ý thức hệ của đất nước và khuyến khích các lực lượng chống cộng và dân tộc chủ nghĩa tại các nước cộng hòa Croatia và Slovenia tăng cường các đòi hỏi của họ.
Từ khi Hiến pháp 1974 giảm bớt quyền hạn của Cộng hòa Xã hội chủ nghĩa Serbia đối với hai tỉnh tự trị Kosovo và Vojvodina, tình cảm dân tộc chủ nghĩa tại Serbia ngày càng tăng lên, chủ yếu tập trung vào Kosovo. Tại Kosovo (chủ yếu do những người cộng sản Albania quản lý), cộng đồng Serbia thiểu số ngày càng phàn nàn về về sự ngược đãi và lạm dụng của người Albania đa số. Tại Serbia, đã sẵn bị kích động bởi việc bị giảm bớt quyền hạn, điều này đã làm gia tăng tình cảm chống Albania, sự thù hằn sắc tộc lại trở lại Nam Tư. Năm 1986, Viện Khoa học và Nghệ thuật Serbia (SANU) đã công bố một tài liệu gây tranh cãi được gọi là Giác thư SANU. Trong đó, viện đã ủng hộ những bất bình của những người dân tộc chủ nghĩa Serbia. Liên minh những người cộng sản Nam Tư (SKJ) vào thời điểm đó đã thống nhất lên án giác thư, và tiếp tục chính sách chống dân tộc chủ nghĩa của họ.

Tòa nhà quốc hội của Bosna và Hercegovina bốc cháy trong bối cảnh diễn ra các cuộc chiến tranh Nam Tư.

Năm 1987, một quan chức của Liên minh những người cộng sản Serbia (SKS) (nhánh Serbia của SKJ), Slobodan Milošević, đã được cử đến Kosovo để dập tắt các cuộc biểu tình của những người gốc Serbia tại đó. Đến thời điểm này, tất cả các nhánh của Liên minh những người cộng sản Nam Tư, bao gồm Milošević, đều nhất trí lên án những người dân tộc chủ nghĩa. Tuy nhiên, trong hành động biểu tình này, Milošević đã không tuân theo chính sách của đảng: ông đã ủng hộ những tuyên bố của đám đông biểu tình, ngay lập tức đóng vai "người che chở của người Serb". Hình ảnh này đã được nâng lên hơn nữa khi ông tăng cường kiểm soát cá nhân đối với truyền thông Serbia. Với sự nổi danh này, Milošević đã điều khiển tình hình để giành quyền kiểm soát đối với Liên minh những người cộng sản Serbia từ đồng minh chính trị một thời của ông là Ivan Stambolić, Slobodan Milošević trên thực tế trở thành chính trị gia quyền lực nhất tại Cộng hòa Xã hội chủ nghĩa Serbia.
Bảo đảm được vị trí của mình tại Serbia, Milošević tiến hành nắm quyển kiểm soát các chính quyền của Vojvodina, Kosovo, và Cộng hòa Xã hội chủ nghĩa Montenegro láng giềng trong điều được truyền thông Serbia gọi là "Cách mạng chống quan liêu". Hai tỉnh tự trị XHCN của Serbia đều có một phiếu bầu Chủ tịch Nam Tư theo hiến pháp năm 1974, cùng với Montenegro và bản thân Serbia, Milošević nay đã có thể kiểm soát trực tiếp 4 trong số 8 lá phiếu trong cuộc bầu cử người đứng đầu nhà nước. Tình hình này khiến các chính phủ Croatia và Slovenia càng bực tức, cùng với họ là những người Albania tại Kosovo, tất cả họ đều nhanh chóng chuyển sang xung đột với Milošević (Cộng hòa Xã hội chủ nghĩa Bosna và Hercegovina cùng Cộng hòa Xã hội chủ nghĩa Macedonia vẫn tương đối trung lập).

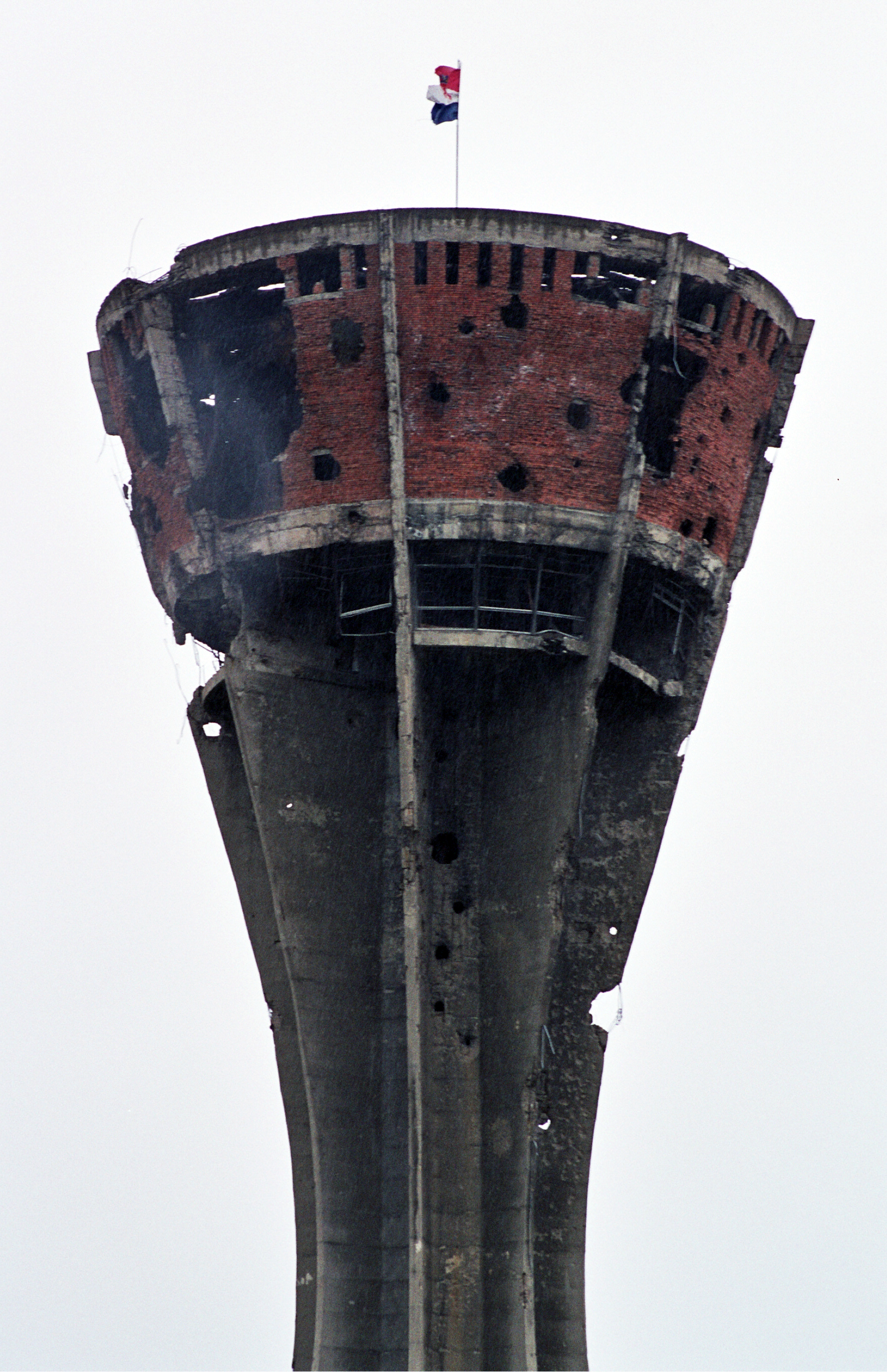
Tháp nước Vukovar trong cuộc bao vây Vukovar. Tháp là một biểu tượng cho sự kháng cự chống quân Serbia của thị trấn.

Trong Đại hội lần thứ 14 của Liên minh những người cộng sản Nam Tư (tháng 1 năm 1990), các đoàn đại biểu của Liên minh những người cộng sản Croatia do Ivica Račan lãnh đạo, và Liên minh những người cộng sản Slovenia đều bỏ ra khỏi đại hội nhằm chống lại thòng lọng của Milošević tại quốc hội. Vì thế, Liên minh những người cộng sản Nam Tư đã giải thể, dẫn đến việc hình thành một hệ thống đa đảng tại các nước cộng hòa. Các Liên minh những người cộng sản (hầu hết đổi sang tên mới) đã thất cử tại phần lớn các nước cộng hòa. Tại Croatia, Liên minh Dân chủ Croatia theo chủ nghĩa dân tộc đã giành chiến thắng với hứa hẹn "bảo vệ Croatia trước Milošević", và nhanh chóng hạ vị thế của thiểu số lớn Serbia tại nước cộng hòa từ "dân tộc hợp thành" xuống "dân tộc thiểu số" vào ngày 22 tháng 12 năm 1990, khiến cho người Serb tại Croatia lo lắng.
Các chính quyền mới theo tư tưởng dân tộc chủ nghĩa của Croatia và Slovenia đã tuyên bố công khai ý định ly khai khỏi Nam Tư. Sau các cuộc trưng cầu dân ý bị người Serb thiểu số tẩy chay, hai nước tuyên bố ly khai vào ngày 25 tháng 6 năm 1991, song các nỗ lực quốc tế đã trì hoãn điều này trong vòng ba tháng (Thỏa thuận Brijuni). Ngay lập tức sau khi Slovenia tuyên bố ly khai, Chủ tịch Nam Tư đã ra lệnh cho Quân đội Nhân dân Nam Tư (JNA) nắm quyền kiểm soát các cửa khẩu quốc tế tại Slovenia. Do đó đã bắt đầu một nỗ lực không thật hăng hái của Quân đội Nhân dân Nam Tư nhằm ngăn chặn Slovenia ly khai, được gọi là Chiến tranh Mười Ngày. Nản lòng trước quân Phòng thủ Lãnh thổ Slovenia (TO), quân đội liên bang đã bị từ chối cho phép chiếm hoàn toàn nước cộng hòa, và đã sớm rút lui.
Tại Croatia, Chiến tranh Độc lập Croatia cũng sớm bắt đầu, phiến quân người Croatia gốc Serbia (được quân đội liên bang hỗ trợ) đã củng cố những nơi họ nắm giữ trên lãnh thổ Croatia, và tuyên bố rằng các thực thể của họ sẽ không ly khai khỏi Nam Tư nếu Croatia độc lập (sau 3 tháng theo Thỏa thuận Brijuni). Tháng 10 năm 1991, Croatia và Slovenia dứt khoát tuyên bố độc lập, dẫn đến chiến tranh quy mô toàn diện tại Croatia. Phiến quân người Serb và các đơn vị Quân đội Nhân dân Nam Tư do người Serb kiểm soát đã thành công trong việc chiếm các vùng rộng lớn của Croatia. Một hiệp định đình chiến tạm thời được tiến hành vào tháng 1 năm 1992, với sự chú ý nhanh chóng chuyển sang Cộng hòa Xã hội chủ nghĩa Bosna và Hercegovina. Tháng 9 năm 1991, Macedonia cũng tuyên bố độc lập. Năm trăm binh sĩ Hoa Kỳ sau đó đã được triển khai dưới ngọn cờ Liên Hợp Quốc nhằm giám sát biên giới phía bắc của Macedonia.
Các thể chế liên bang của Nam Tư vào lúc này đều dừng hoạt động. Nhà nước vẫn chính thức tồn tại, bao gồm Serbia, Montenegro cùng Bosna và Hercegovina và hoàn toàn do Chủ tịch người Serb Slobodan Milošević kiểm soát. Sau sự ly khai của Croatia, người Bosnia gốc Croatia và người Bosnia Hồi giáo không còn muốn ở lại trong một liên bang mà người Serb hoàn toàn thống trị. Tuy nhiên, người Bosnia gốc Serbia thì lại phản đối mạnh mẽ việc tách khỏi Serbia. Điều này đã dẫn đến việc tẩy chay các cuộc trưng cầu dân ý cả của chính quyền Bosnia do người Hồi giáo thống trị và thực thể của người Serb mới được thành lập- Cộng hòa của người Serb tại Bosna và Hercegovina (sớm đổi tên thành Cộng hòa Srpska). Ngay sau cuộc trưng cầu dân ý của mình, chính phủ Bosnia tuyên bố ly khai khỏi Cộng hòa Liên bang Xã hội chủ nghĩa Nam Tư, khiến nổ ra Chiến tranh Bosnia giữa các dân tộc thù địch lẫn nhau.
Sau khi Bosna và Hercegovina ly khai, Nam Tư đã chính thức tan rã khi chỉ còn lại hai thành viên, Serbia và Montenegro. Hai nhà nước này sau đó hình thành nên Cộng hòa Liên bang Nam Tư, và tuyên bố là nhà nước kế thừa của Cộng hòa Liên bang Xã hội chủ nghĩa Nam Tư. Tuy nhiên, động thái này không được cộng đồng quốc tế nhìn nhận là hợp pháp, và Nam Tư được xem là đã hoàn toàn tan rã thành năm nhà nước kế thừa: Bosna và Hercegovina, Croatia, Macedonia, Slovenia và Cộng hòa Liên bang Nam Tư (sau đó đổi tên thành "Serbia và Montenegro").

## Chính trị

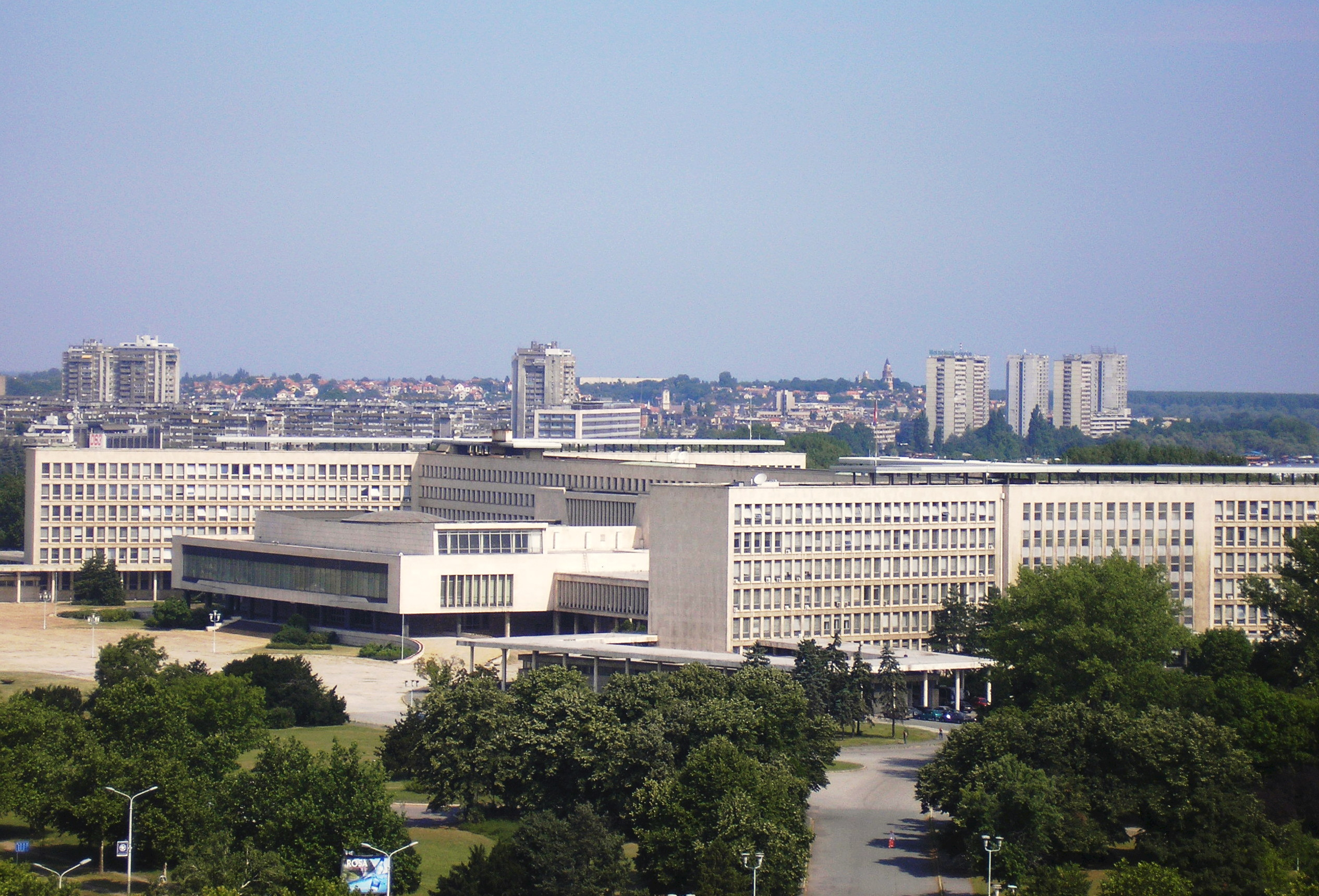
SIV 1, Hội đồng Hành pháp Liên bang.

### Hiến pháp
Hiến pháp của Cộng hòa Liên bang Xã hội chủ nghĩa Nam Tư từng được sửa đổi vào các năm 1963 và 1974. Liên minh những người cộng sản Nam Tư đã chiến thắng trong cuộc bầu cử đầu tiên, và đã duy trì quyền lực trong suốt thời gian nhà nước này tồn tại. Chính đảng này bao gồm các đảng cộng sản từ các nước cộng hòa thành phần. Liên minh có thể tiến hành cải cách địa vị chính trị của mình thông qua các đại hội đảng, trong đó các đại biểu đến từ các nước cộng hòa mà mình đại diện sẽ biểu quyết về việc thay đổi chính sách của đảng, đại hội cuối cùng được tổ chức vào năm 1990. Quốc hội của Nam Tư được gọi là Hội đồng Liên bang, tòa nhà quốc hội Nam Tư nay là tòa nhà nghị viện Serbia. Các thành viên Hội đồng Liên bang đều là những người cộng sản.
Lãnh đạo chính trị chủ yếu của nhà nước là Josip Broz Tito, song cũng có một số chính tị gia quan trọng khác, đặc biệt là sau cái chết của Tito. Năm 1974, Tito được tuyên bố là Chủ tịch trọn đời của Nam Tư. Sau khi ông ta qua đời năm 1980, vị thế độc tôn của chủ tịch đã bị phân chia thành một tập thể lãnh đạo, nơi mà các đại diện của mỗi nước cộng hòa có thể bày tỏ mối quan tâm đến nơi mà họ đại diện và đề xuất giải quyết các vấn đề. Chức vụ đứng đầu tập thể lãnh đạo dược luân phiên giữa đại diện của các nước cộng hòa khác nhau. Người đứng đầu của tập thể lãnh đạo được xem là nguyên thủ quốc gia của Nam Tư. Tập thể lãnh đạo chấm dứt vào năm 1991 cùng với sự tan rã của Nam Tư.
Năm 1974, đã diễn ra các cải cách quan trọng trong hiến pháp của Nam Tư. Trong số các thay đổi, có một việc gây tranh cãi là phân chia nội bộ Serbia, theo đó hình thành nên hai tỉnh tự trị trong thành phần nước cộng hòa này, Vojvodina và Kosovo. Mỗi tỉnh tự trị này đều có quyền bỏ phiếu bình đẳng với các nước cộng hòa, song trước đó họ tham gia các quyết định của Serbia với vị thế là một bộ phận cấu thành của nước cộng hòa này.

### Chủ thể liên bang
Trong nội bộ, liên bang Nam Tư được phân thành sáu nước cộng hòa xã hội chủ nghĩa thành phần được thành lập vào năm 1944 và hai tỉnh tự trị (Kosovo và Vojvodina) trong thành phần Cộng hòa Xã hội chủ nghĩa Serbia. Thủ đô của liên bang là Beograd.
| Tên | Thủ đô                     | Quốc kỳ | Quốc huy | Vị trí |
| --- | -------------------------- | ------- | -------- | ------ |
| Cộng hòa Xã hội chủ nghĩa Bosna và Hercegovina                                                              | Sarajevo                   |         |          |        |
| Cộng hòa Xã hội chủ nghĩa Croatia                                                                           | Zagreb                     |         |          |        |
| Cộng hòa Xã hội chủ nghĩa Macedonia                                                                         | Skopje                     |         |          |        |
| Cộng hòa Xã hội chủ nghĩa Montenegro                                                                        | Titograd, nay là Podgorica |         |          |        |
| Cộng hòa Xã hội chủ nghĩa Serbia Tỉnh tự trị Xã hội chủ nghĩa Kosovo Tỉnh tự trị Xã hội chủ nghĩa Vojvodina | Beograd Priština Novi Sad  |         |          |        |
| Cộng hòa Xã hội chủ nghĩa Slovenia                                                                          | Ljubljana                  |         |          |        |

### Chính sách đối ngoại
Dưới thời Tito, Nam Tư đã có một chính sách trung lập trong Chiến tranh Lạnh. Liên bang này đã phát triển các mối quan hệ chặt chẽ với các nước đang phát triển cũng như duy trì các mối quan hệ mật thiết với Hoa Kỳ và các nước Tây Âu. Stalin xem Tito là một kẻ phản bội và công khai lên án ông. Năm 1968, sau khi Liên Xô xâm chiếm Tiệp Khắc, Tito đã thiết lập thêm tuyến phòng thủ trên đường biên giới giáp với các nước trong khối Hiệp ước Warszawa. Ngày 1 tháng 1 năm 1967, Nam Tư trở thành quốc gia cộng sản đầu tiên mở cửa biên giới cho tất cả các du khách nước ngoài và bãi bỏ thủ tục thị thực.
Trong cùng năm đó, Tito bắt đầu hoạt định tích cực nhằm thúc đẩy một giải pháp hòa bình trong cuộc Xung đột Ả Rập-Israel. Kế hoạch của ông là kêu gọi các quốc gia Ả Rập công nhận Nhà nước Israel để đối lấy việc Israel trao trả lại các lãnh thổ mà nước này đã giành được. Năm 1968, Tito đã đưa ra đề nghị với lãnh đạo Tiệp Khắc Alexander Dubček rằng mình sẽ bay đến Praha báo trước ba giờ nếu Dubček cần giúp đỡ để chống lại Liên Xô, lực lượng đang chiếm đóng Tiệp Khắc khi đó.
Nam Tư có một mối quan hệ phức tạp với chế độ cộng sản Enver Hoxha ở Albania. Ban đầu, quan hệ giữa Nam Tư và Albanian là mối quan hệ sẵn sàng giúp đỡ, khi đó Albania đã chấp thuận thiết lập một thị trường chung với Nam Tư và quy định dạy tiếng Serbia-Croatia cho học sinh ở các trường trung học. Vào thời điểm này, ý niệm về việc thành lập một Liên bang Nam Tư đã được thảo luận giữa Nam Tư, Albania, và Bulgaria. Albania vào thời điểm này phụ thuộc nhiều vào hỗ trợ kinh tế của Nam Tư để có kinh phí nâng cấp cơ sở hạ tầng yếu kém ban đầu. Rắc rối giữa Nam Tư và Albania bắt đầu khi Albania bắt đầu phàn nàn rằng Nam Tư đã chi trả quá ít để lấy tài nguyên thiên nhiên của Albania. Sau đó, mối quan hệ giữa Nam Tư và Albania trở nên xấu đi. Từ năm 1948 trở đi, Liên Xô đã chống lưng để Albania chống lại Nam Tư. Trên vấn đề Kosovo, nơi có người Albania chiếm đa số, cả Nam Tư và Albania đều cố gắng để vô hiệu hóa các mối đe doạ từ các xung đột mang tính dân tộc chủ nghĩa, Hoxha phản đối tình cảm dân tộc chủ nghĩa tại Albania do ông chính thức tin tưởng vào lý tưởng tình huynh đệ quốc tế của chủ nghĩa cộng sản đối với tất cả mọi người, mặc dù trong một vài thời điểm trong thập niên 1980, Hoxha đã thực hiện một số bài phát biểu khích động để ủng hộ người Albania tại Kosovo chống lại chính phủ Nam Tư, những khi tình cảm của quần chúng tại Albania là kiên quyết ủng hộ người Albania tại Kosovo.

## Kinh tế
Bất chấp việc có cùng nguồn gốc, nền kinh tế Nam Tư có nhiều khác biệt so với nền kinh tế của Liên Xô và các nước cộng sản khác tại Đông Âu, đặc biệt là sau chia rẽ Nam Tư-Liên Xô vào năm 1948. Mặc dù vẫn thuộc sở hữu nhà nước, các công ty Nam Tư do bản thân những công nhân quản lý, khá giống với kibbutz của Israel và các hợp tác xã công nghiệp vô chính phủ Catalunya ở Tây Ban Nha. Sự chiếm đóng và cuộc đấu tranh giải phóng trong Chiến tranh thế giới lần thứ hai đã để lại một Nam Tư với cơ sở hạ tầng bị tàn phá. Ngay cả những vùng phát triển nhất cũng phần lớn là nông thôn, ngành công nghiệp Nam Tư phần lớn cũng bị hư hỏng hoặc bị phá hủy.
Với một ngoại lệ là tình trạng suy thoái vào cuối thập niên 1960, nền kinh tế liên bang khá thịnh vượng. Tỉ lệ thất nghiệp ở mức thấp và trình độ giáo dục của lực lượng lao động tăng lên đều đặn. Do có chính sách trung lập và có vai trò lãnh đạo trong Phòng trào không liên kết, các công ty Nam Tư đã xuất khẩu sang cả thị trường phương Tây và phương Đông. Các công ty Nam Tư cũng tiến hành xây dựng nhiều cơ sở hạ tầng và công nghiệp lớn ở châu Phi, châu Âu và châu Á.
Thực tế là người dân Nam Tư được phép di cư tự do từ thập niên 1960, thúc đẩy nhiều người đi tìm việc làm tại Tây Âu, đặc biệt là ở Tây Đức. Điều này đã góp phần giữ cho tỷ lệ thất nghiệp ở mức kiểm soát, và cũng đóng vai trò là một nguồn vốn và ngoại tệ.
Trong thập niên 1970, kinh tế Nam Tư được tái tổ chức theo học thuyết của Edvard Kardelj về lao động, trong đó người lao động có quyền ra quyết định và chia sẻ lợi nhuận trong các công ty do công nhân vận hành dựa trên đóng góp của họ. Tất cả các công ty đều được chuyển thành tổ chức lao động liên hiệp. Đơn vị nhỏ nhất, tổ chức cơ bản của lao động liên hiệp, gần tương ứng với một công ty nhỏ hay một ban của một công ty lớn. Chúng được tổ chức thành xí nghiệp, kết hợp lại thành các tổ chức hợp thành của lao động liên hiệp, mà có thể là các công ty lớn hay thậm chí là toàn bộ các ngành công nghiệp trong một khu vực nhất định.

## Địa lý

Bản đồ địa hình Nam Tư

Giống như Vương quốc Nam Tư tiền nhiệm, Cộng hòa Liên bang Xã hội chủ nghĩa Nam Tư giáp với Ý và Áo ở phía tây bắc, Hungary ở phía bắc, Romania và Bulgaria ở phía đông, Hy Lạp ở phía nam, Albania ở phía tây nam, và giáp với biển Adriatic ở phía tây.
Thay đổi quan trọng nhất đối với biên giới Nam Tư xảy ra vào năm 1954, khi Lãnh thổ Tự do Trieste bị giải thể theo Hiệp ước Osimo. Khu vực B, có diện tích 515,5 km², trở thành lãnh thổ của Nam Tư. Khu vực B đã được Quân đội Nhân dân Nam Tư chiếm giữ từ trước đó.

## Nhân khẩu

### Dân tộc
Cộng hòa Liên bang Xã hội chủ nghĩa Nam Tư công nhận riêng biệt "narodi" và "narodnosti"; narodi bao gồm những dân tộc Slav thành phần, trong khi narodnosti bao gồm các dân tộc Slav khác và phi Slav như người Bulgaria và người Slovakia; cùng người Hungaria và người Albania. Trong tổng số 26 dân tộc có quy mô khá lớn sinh sống tại Nam Tư, có cả các sắc dân không có nguồn gốc châu Âu như người Di-gan.
Ngoài ra còn có một dân tộc được gọi là "Nam Tư", dùng để chỉ những người muốn có nhận dạng với toàn thể đất nước, bao gồm những người sinh ra trong các cuộc hôn nhân hỗn chủng.
| Thành phần dân tộc Nam Tư năm 1981 | Thành phần dân tộc Nam Tư năm 1981 | Thành phần dân tộc Nam Tư năm 1981 | Thành phần dân tộc Nam Tư năm 1981 | Thành phần dân tộc Nam Tư năm 1981 |
| ---------------------------------- | ---------------------------------- | ---------------------------------- | ---------------------------------- | ---------------------------------- |
|                                    |                                    |                                    |                                    |                                    |
| người Serb                         | người Serb                         |                                    | 36.3%                              | 36.3%                              |
| người Croatia                      | người Croatia                      |                                    | 19.7%                              | 19.7%                              |
| người Hồi giáo (người Bosnia)      | người Hồi giáo (người Bosnia)      |                                    | 8.9%                               | 8.9%                               |
| người Slovenia                     | người Slovenia                     |                                    | 7.8%                               | 7.8%                               |
| người Albania                      | người Albania                      |                                    | 7.7%                               | 7.7%                               |
| người Macedonia                    | người Macedonia                    |                                    | 6.0%                               | 6.0%                               |
| người Nam Tư                       | người Nam Tư                       |                                    | 5.4%                               | 5.4%                               |
| người Montenegro                   | người Montenegro                   |                                    | 2.6%                               | 2.6%                               |
| người Hungaria                     | người Hungaria                     |                                    | 1.9%                               | 1.9%                               |
| người Di-gan                       | người Di-gan                       |                                    | 0.7%                               | 0.7%                               |
| người Thổ Nhĩ Kỳ                   | người Thổ Nhĩ Kỳ                   |                                    | 0.5%                               | 0.5%                               |
| người Slovakia                     | người Slovakia                     |                                    | 0.4%                               | 0.4%                               |
| người Romania                      | người Romania                      |                                    | 0.2%                               | 0.2%                               |
| người Bulgaria                     | người Bulgaria                     |                                    | 0.2%                               | 0.2%                               |
| người Ý                            | người Ý                            |                                    | 0.1%                               | 0.1%                               |
| khác/không xác định                | khác/không xác định                |                                    | 1.7%                               | 1.7%                               |

| Dân tộc                 | 1971       | %      | 1981       | %       |
| ----------------------- | ---------- | ------ | ---------- | ------- |
| người Serb              | 8.143.246  | 39,7%  | 8.136.578  | 36,3%   |
| người Croatia           | 4.526.782  | 22,1%  | 4.428.135  | 19,7%   |
| người Hồi giáo (Bosnia) | 1.729.932  | 8,4%   | 2.000.034  | 8.9%    |
| người Slovenia          | 1.678.032  | 8,2%   | 1.753.605  | 7,8%    |
| người Albania           | 1.309.523  | 6,4%   | 1.731.252  | 7,7%    |
| người Macedonia         | 1.194.784  | 5,8%   | 1.341.420  | 6,0%    |
| người Nam Tư            | 273.077    | 1,3%   | 1.216.463  | 5,4%    |
| người Montenegro        | 508.843    | 2,5%   | 577.298    | 2,6%    |
| người Hungaria          | 477.374    | 2,3%   | 426.865    | 1,9%    |
| người Di-gan            | 78.485     | 0,4%   | 148.604    | 0,7%    |
| người Thổ Nhĩ Kỳ        | 127.920    | 0,6%   | 101.328    | 0,5%    |
| người Slovakia          | 83.656     | 0,4%   | 80.300     | 0,4%    |
| người Romania           | 58.570     | 0,3%   | 54.721     | 0,2%    |
| người Bulgaria          | 58.627     | 0,3%   | 36.642     | 0,2%    |
| người Vlach             | 21.990     | 0,1%   | 32.071     | 0,1%    |
| người Ruthenia          | 24.640     | 0,1%   | 23.320     | 0,1%    |
| người Séc               | 24.620     | 0,1%   | 19.609     | 0,1%    |
| người Ý                 | 21.791     | 0,1%   | 15.116     | 0,1%    |
| người Ukraina           | 13.972     | 0,1%   | 12.716     | 0,1%    |
| người Đức               | 12.875     | 0,1%   | ?          | ?       |
| người Nga               | 7.427      |        | ?          | ?       |
| người Do Thái           | 4.811      |        | ?          | ?       |
| người Ba Lan            | 4.033      |        | ?          | ?       |
| người Hy Lạp            | 1.564      |        | ?          | ?       |
| khác/không xác định     | 136.398    | 0,6%   | 302,254    | 1.5%    |
| total                   | 20,522,972 | 100.0% | 22,438,331 | 100.00% |

| Dân số Nam Tư theo các cộng hòa và tỉnh năm 1991 | Dân số Nam Tư theo các cộng hòa và tỉnh năm 1991 | Dân số Nam Tư theo các cộng hòa và tỉnh năm 1991 | Dân số Nam Tư theo các cộng hòa và tỉnh năm 1991 | Dân số Nam Tư theo các cộng hòa và tỉnh năm 1991 |
| ------------------------------------------------ | ------------------------------------------------ | ------------------------------------------------ | ------------------------------------------------ | ------------------------------------------------ |
|                                                  |                                                  |                                                  |                                                  |                                                  |
| Serbia                                           | Serbia                                           |                                                  | 40.9%                                            | 40.9%                                            |
| Trung Serbia                                     | Trung Serbia                                     |                                                  | 24.0%                                            | 24.0%                                            |
| Croatia                                          | Croatia                                          |                                                  | 20.6%                                            | 20.6%                                            |
| Bosna và Hercegovina                             | Bosna và Hercegovina                             |                                                  | 18.8%                                            | 18.8%                                            |
| Macedonia                                        | Macedonia                                        |                                                  | 8.8%                                             | 8.8%                                             |
| Vojvodina                                        | Vojvodina                                        |                                                  | 8.6%                                             | 8.6%                                             |
| Kosovo                                           | Kosovo                                           |                                                  | 8.4%                                             | 8.4%                                             |
| Slovenia                                         | Slovenia                                         |                                                  | 8.2%                                             | 8.2%                                             |
| Montenegro                                       | Montenegro                                       |                                                  | 2.6%                                             | 2.6%                                             |

Số liệu từ cuộc điều tra dân số năm
| Hạng | Cộng hòa/Tỉnh        | Dân số     | %     | Mật độ |
| ---- | -------------------- | ---------- | ----- | ------ |
| 1    | Serbia               | 9.506.174  | 40,9% | 114,0  |
| ---  | Trung Serbia         | 5.582.611  | 24,0% | 99,4   |
| 2    | Croatia              | 4.784.265  | 20,6% | 84,6   |
| 3    | Bosna và Hercegovina | 4.377.053  | 18,8% | 85,6   |
| 4    | Macedonia            | 2.033.964  | 8,8%  | 79,1   |
| ---  | Vojvodina            | 1.996.367  | 8,6%  | 92,8   |
| ---  | Kosovo               | 1.956.196  | 8,4%  | 183,1  |
| 5    | Slovenia             | 1.913.355  | 8,2%  | 94,5   |
| 6    | Montenegro           | 615.035    | 2,6%  | 44,5   |
|      | CHLBXHCN Nam Tư      | 23.229.846 | 100%  | 92,6   |

### Ngôn ngữ
Dân cư Nam Tư chủ yếu nói ba ngôn ngữ chính: tiếng Serbia-Croatia, tiếng Slovenia và tiếng Macedonia. Tiếng Serbia-Croatia được nói tại các nước Serbia, Croatia, Bosna và Hercegovina, và Montenegro – với tổng cộng 12.390.000 người vào cuối thập niên 1980. Tiếng Slovenia có xấp xỉ 1.400.000 người nói tại Cộng hòa Xã hội chủ nghĩa Slovenia, còn tiếng Macedonia có xấp xỉ 1.210.000 người nói tại Cộng hòa Xã hội chủ nghĩa Macedonia. Các dân tộc thiểu số cũng sử dụng ngôn ngữ của họ, với 506.000 nói tiếng Hungaria (chủ yếu tại Tỉnh tự trị Xã hội chủ nghĩa Vojvodina), và khoảng 2.000.000 triệu người nói tiếng Albania tại CHXHCN Serbia và CHXHCN Macedonia. Tiếng Thổ Nhĩ Kỳ, tiếng România và tiếng Ý cũng được nói trên một mức độ thấp hơn.
Ba ngôn ngữ chính đều thuộc Nam Slav nên hầu hết người dân từ các khu vực khác nhau có thể nghe hiểu lẫn nhau. Các tri thức hầu hết đều quen thuộc với cả ba ngôn ngữ, trong khi người dân thì khiêm tốn hơn, những người đến từ CHXHCN Slovenia và CHXHCN Macedonia có cơ hội học tiếng Serbia-Croatia khi phụng sự bắt buộc trong quân đội liên bang. Bản thân tiếng Serbia-Croatia có ba phương ngữ, Shtokavia, Kajkavia, và Chakavia, trong đó phương ngữ Shtokavia là phương ngữ chính thức. Tiếng Serbia-Croatia chính thức (Shtokavia) lại được chia thành hai biến thể, biến thể Croatia (phía tây) và biến thể Serbia (phía đông), với khác biệt nhỏ khi nói.
Hai bảng chữ cái sử dụng tại Nam Tư là bảng chữ cái Latinh và bảng chữ cái Kirin. Cả hai bảng chữ cái đều được sửa đổi khi dùng trong tiếng Serbia-Croatia vào cuối thế kỉ 19, do đó bảng chữ cái Latinh của Serbia-Croatia còn được gọi là bảng chữ cái Latinh Gajica, trong khi bảng chữ cái Kirin thì được gọi là bảng chữ cái Kirin Serbia. Tiếng Serbia-Croatia sử dụng cả hai bảng chữ cái, tiếng Slovenia chỉ sử dụng bảng chữ cái Latinh, còn tiếng Macedonia chỉ sử dụng bảng chữ cái Kirin. Cũng nên lưu ý rằng biến thể Croatia của tiếng Serbia-Croatia chỉ dùng bảng chữ cái Latinh trong khi biến thể Serbia của ngôn ngữ này sử dụng cả bảng chữ cái Latinh và Kirin.

### Di cư
Tốc độ tăng trưởng dân số nhỏ hoặc âm tại Nam Tư cũ phản ánh mức độ di dân cao. Thậm chí cả từ trước khi đất nước tan rã, trong thập niên 1960 và 1970, Nam Tư đã một trong những "xã hội gửi đi" quan trọng nhất trong di cư quốc tế. Đất nước tiếp nhận quan trọng là Thụy Sĩ, là mục tiêu của ước tính 500.000 di dân, và nay chiếm hơn 6% tổng dân số Thụy Sĩ. Cũng có số lượng người tương đương di cư đến Đức, Australia, Thổ Nhĩ Kỳ và đến Bắc Mỹ.

## Quân sự
Các lực lượng vũ trang tại Cộng hòa Liên bang Xã hội chủ nghĩa Nam Tư bao gồm Quân đội Nhân dân Nam Tư (JNA), quân phòng vệ lãnh thổ (TO), quân phòng thủ dân sự (CZ) Milicija (công an) trong thời chiến. Giống như Vương quốc Yugoslavia trước đó, nước Nam Tư XHCN duy trì một lực lượng quân sự hùng mạnh. Ngay sau khi kết thúc Chiến tranh thế giới thứ II, Quân đội Nhân dân Nam Tư được xem là mạnh thứ 3 tại châu Âu.
Quân đội Nhân dân Nam Tư (JNA/JLA) là tổ chức quân sự chính. Nó bao gồm lực lượng lục quân, hải quân và không quân. Hầu hết trang thiết bị quân sự của Quân đội Nhân dân Nam Tư được sản xuất ở trong nước.
Quân chủ lực chủ yếu bắt nguồn từ lực lượng Du kích Nam Tư và Quân đội Giải phóng Nhân dân trong Chiến tranh Giải phóng Nhân dân Nam Tư trong Chiến tranh thế giới thứ hai. Nam Tư cũng phát triển mạnh công nghiệp quốc phòng và bán sản phẩm quân sự cho các nước Kuwait, Iraq, và Myanma, cùng nhiều nước khác (bao gồm cả một số chế độ chống cộng như Guatemala). Các công ty Nam Tư như Zastava Arms sản xuất ra các loại vũ khí do Liên Xô thiết kế theo giấy phép cũng như tạo rã các loại vũ khí với phương thức hỗn tạp.
Khi Nam Tư tan rã, quân đội Nam Tư trở nên bè phái hóa theo ranh giới văn hóa, năm 1991 và 1992, người Serb chiếm toàn bộ quân đội tại các nhà nước mà họ quản lý.
Bên cạnh quân đội liên bang, mỗi nước trong sáu nước cộng hòa cũng đều có quân phòng vệ lãnh thổ của mình. Họ được thành lập theo một học thuyết quân sự mới gọi là "phòng thủ toàn dân" như một câu trả lời cho kết cục tàn bạo của Mùa xuân Praha của Khối Warszawa tại Tiệp Khắc vào năm 1968. Nó được tổ chức thành các cấp nước cộng hòa, tỉnh tự trị, thành phố và cộng đồng địa phương.

## Giáo dục

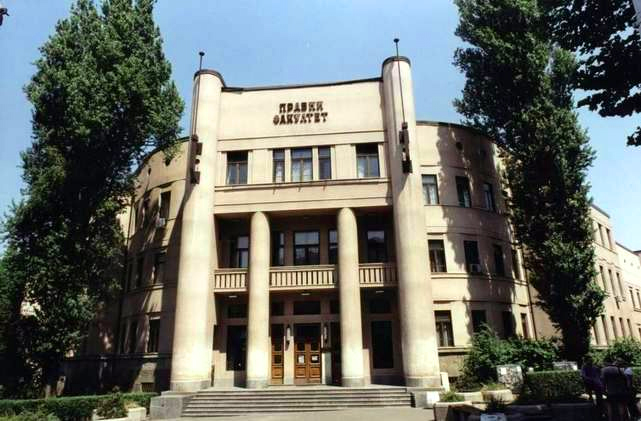
Tòa nhà Đại học Luật Beograd

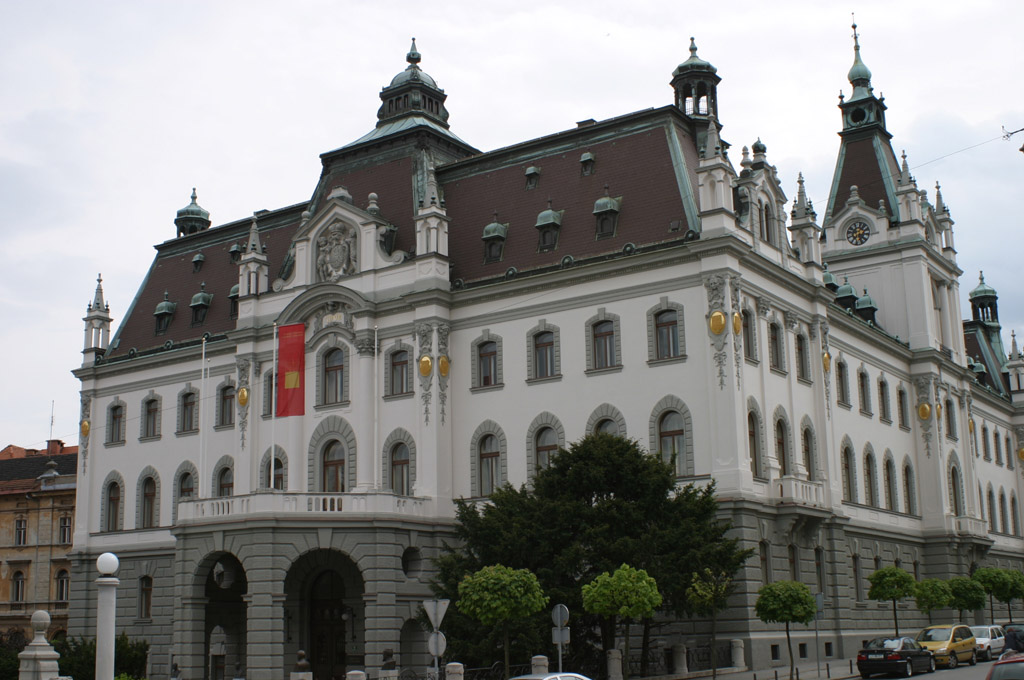
Tòa nhà chính của Đại học Ljubljana

Đại học Beograd (thành lập năm 1808) và Đại học Zagreb (thành lập năm 1669) đã tồn tại trước khi Nam Tư thành lập. Từ năm 1918 đến 1992, các đại học sau đã được thành lập:
- Đại học Ljubljana (1919)
- Đại học Sarajevo (1949)
- Đại học Skopje (1949)
- Đại học Novi Sad (1960)
- Đại học Niš (1965)
- Đại học Pristina (1970)
- Đại học Nghệ thuật Beograd (1973)
- Đại học Rijeka (1973)
- Đại học Split (1974)
- Đại học Veljko Vlahović (tại Titograd) (1974)
- Đại học Banja Luka (1975)
- Đại học Maribor (1975)
- Đại học Osijek (1975)
- Đại học Kragujevac (1976)
- Đại học Tuzla (1976)
- Đại học Mostar (1977)
- Đại học Bitola (1979)

## Nghệ thuật

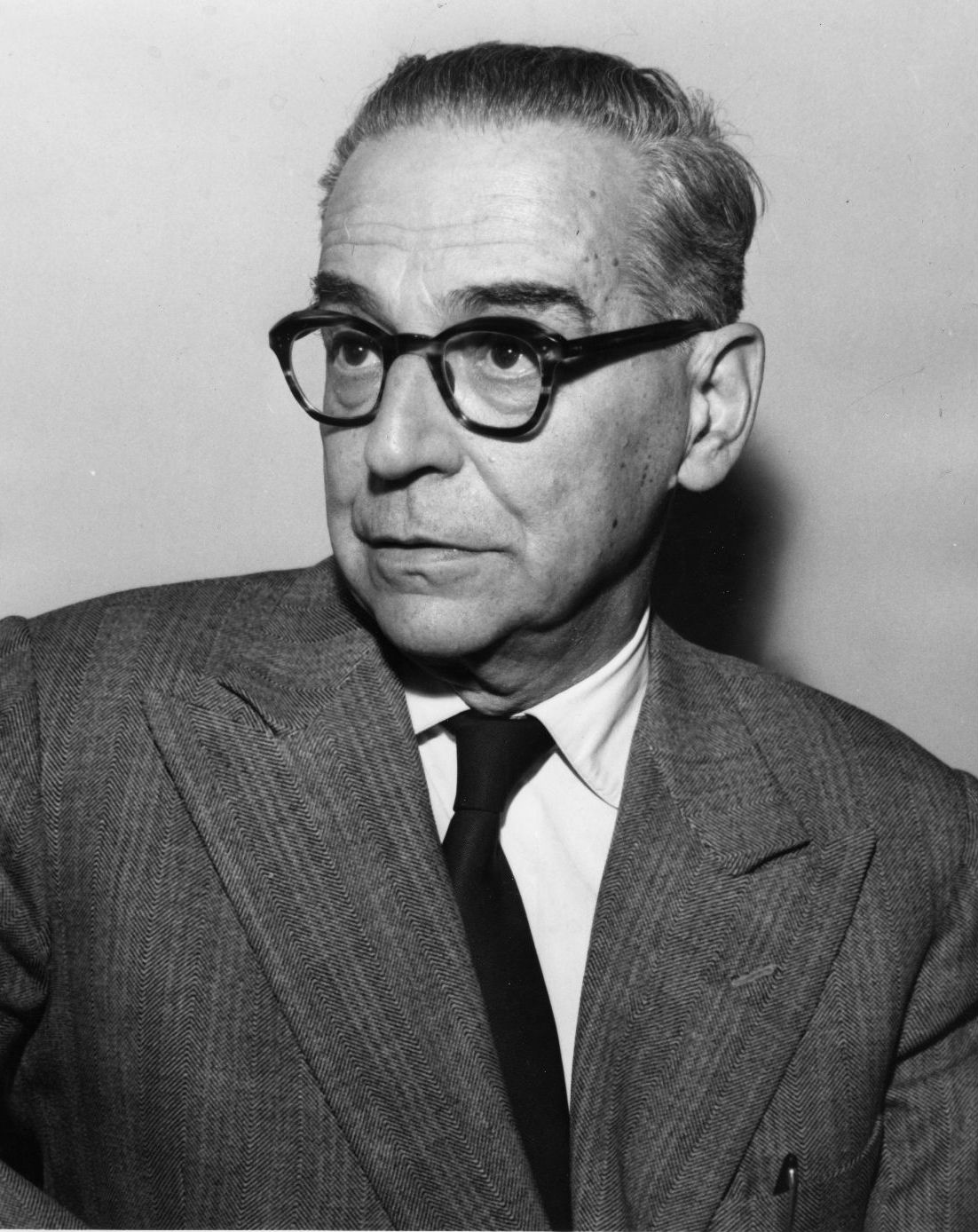
Nhà văn Nam Tư đoạt giải Nobel văn học Ivo Andrić

Một số nhà văn Nam Tư nổi bật nhất đã đạt Giải Nobel văn học là Ivo Andrić, Miroslav Krleža, Meša Selimović, Branko Ćopić, Mak Dizdar. Các họa sĩ Nam Tư đáng chú ý bao gồm: Đorđe Andrejević Kun, Petar Lubarda, Mersad Berber, Milić od Mačve và những người khác. Nhà điêu khắc Nam Tư nổi bật Antun Augustinčić đã thực hiện một tượng đài trước Trụ sở Liên Hợp Quốc tại thành phố New York. Nghệ sĩ dương cầm Ivo Pogorelić và nghệ sĩ vĩ cầm Stefan Milenković được ca ngợi trên bình diễn quốc tế khi trình diễn âm nhạc cổ điển, trong khi Jakov Gotovac là một nhà soạn nhạc và người chỉ huy dàn nhạc nổi bật.
Điện ảnh Nam Tư có các diễn viên đáng chú ý như Danilo Bata Stojković, Ljuba Tadić, Fabijan Šovagović, Mustafa Nadarević, Bata Živojinović, Boris Dvornik, Ljubiša Samardžić, Dragan Nikolić, Milena Dravić, Bekim Fehmiu, Neda Arnerić, Rade Šerbedžija, Mira Furlan, Ena Begović và những người khác. Các nhà làm phim bao gồm: Emir Kusturica, Dušan Makavejev, Goran Marković, Lordan Zafranović, Goran Paskaljević, Živojin Pavlović và Hajrudin Krvavac. Nhiều bộ phim Nam Tư có sự góp mặt của các diễn viên nước ngoài như Orson Welles, Sergei Bondarchuk, Franco Nero và Yul Brynner trong bộ phim được đề cử Giải Oscar cho phim ngoại ngữ hay nhất Trận Neretva (phim), và Richard Burton trong Sutjeska. Ngoài ra, rất nhiều bộ phim nước ngoài đã quay ngoại cảnh tại nhiều địa điểm ở Nam Tư, có thể kể đến Lực lượng 10 từ Navarone, Long huynh hổ đệ, cũng như Trốn thoát từ Sobibor.
Các sự kiện văn hóa trên khắp Nam Tư cũ bao gồm Dubrovačke ljetne igre, Liên hoan phim Pula, Đêm thơ Struga và nhiều sự kiện khác. Nhạc pop và rock cũng là một bộ phận quan trọng trong văn hóa Nam Tư. Nam Tư là nhà nước cộng sản duy nhất tham gia Eurovision và là một trong những nước tham gia cuộc thi này từ sớm nhất, ngay từ khi bắt đầu vào năm 1961 và thậm chí sớm hơn cả một số nước Tây Âu, và đã giành chiến thắng năm 1989. Lễ hội âm nhạc quần chúng đáng chú ý nhất là Liên hoan Split.
Trước khi Nam Tư sụp đổ trong thập niên 1990, liên bang này có một xã hội đa văn hóa dự trên ý nhiệm "tình huynh đệ và thống nhất" và ký ức về chiến thắng chống phát xít và các phần tử dân tộc chủ nghĩa của Du kích Nam Tư, có ý nghĩa như sự tái sinh của người dân Nam Tư. Tại CHLBXHCN Nam Tư, lịch sử đất nước trong Chiến tranh thế giới thứ hai được mô tả không chỉ là chiến đấu giữa Nam Tư và phe Trục mà còn là một cuộc đấu tranh giữa thiện và ác bên trong Nam Tư, trong đó các Du kích Nam Tư đa sắc tộc được miêu tả là "thiện" chống lại các thế lực bị người Nam Tư "ác" thao túng – lực lượng Ustaše của người Croatia và Chetniks của người Serb. The SFRY was presented to its people as the leader of the non-aligned movement and that the SFRY was dedicated to creating a just, harmonious, Marxist world. Những nghệ sĩ có nguồn gốc từ các dân tộc khác nhau trong cả nước cũng đã trở nên nổi tiếng đối với các dân tộc khác, chẳng hạn như ca sĩ nhạc nhẹ-công chúng người Bosnia Lepa Brena đến từ Bosna và Hercegovina, người đã trở nên nổi tiếng tại Serbia, và ngành công nghiệp điện ảnh Nam Tư đã tránh được các yếu tố dân tộc chủ nghĩa cho đến thập niên 1990.